# Lugano
Luganoⓘ (lombardisch Lügàn [lyˈgaŋ, lyˈgeɲ], deutsch veraltet Lauis, rätoromanisch Ligiaunⓘ) ist eine Stadt und politische Gemeinde im Schweizer Kanton Tessin. Sie liegt im Sottoceneri im Bezirk Lugano und ist in die Kreise Lugano West, Lugano Ost und Lugano Nord gegliedert. Lugano ist die grösste politische Gemeinde des Kantons sowie die grösste italienischsprachige politische Gemeinde ausserhalb Italiens.
Die Stadt ist nach Zürich und Genf der drittgrösste Finanzplatz der Schweiz. Seit den Eingemeindungen von Brè-Aldesago, Castagnola-Cassarate im Jahr 1972, Breganzona, Cureggia, Davesco-Soragno, Gandria, Pambio-Noranco, Pazzallo, Pregassona und Viganello (2004), dann Barbengo, Carabbia und Villa Luganese im Jahr 2008 und von Bogno, Cadro, Carona, Certara, Cimadera, Sonvico und Val Colla im Jahr 2013 ist Lugano flächenmässig die siebtgrösste Schweizer Stadt, belegt den neunten Platz hinsichtlich der Einwohnerzahl und den zehnten Platz bezüglich der vorhandenen Arbeitsplätze. In der Agglomeration der Stadt leben rund 150'000 Menschen.
Die Buchstaben LVGA im Wappen stehen für die Anfangsbuchstaben des Ortsnamens.

## Lage
Der Ort liegt im Süden des Bezirks Lugano und des Kantons an der Mündung des Flusses Cassarate in den Luganersee. Lugano zieht als Universitäts-, Kongress- und Kulturstadt (vor allem zwischen Frühjahr und Herbst) zahlreiche Besucher aus Italien und von jenseits der Alpen an.
In der vom Schweizer Bundesamt für Statistik definierten statistischen Raumkategorie wurde Lugano der Metropolregion Tessin zugerechnet, die neu zum multipolaren Agglomerationssystem herabgestuft wurde. Dieses umfasst mehrere Agglomerationen des Tessins und der Lombardei mit insgesamt über 500'000 Einwohnern. Es ist mit Como-Chiasso-Mendrisio Nachbaragglomeration der Metropolregion Mailand (Grande Milano) mit rund 7,5 Millionen Einwohnern. Das Zentrum Mailands ist mit dem Auto und der Bahn in zirka einer Stunde erreichbar.

## Geographie
Lugano liegt am Luganersee (italienisch Lago di Lugano, in Italien Lago Ceresio) und ist umgeben von den drei Aussichtsbergen Monte Brè (925 m) im Osten, Monte San Salvatore (912 m) im Süden und dem Sighignola (1314 m) (am gegenüberliegenden Seeufer), dessen Gipfel Balcone d’Italia bereits auf italienischem Boden liegt.
Die Nachbargemeinden sind Arogno, Melide, Morcote, Vico Morcote, Grancia, Collina d’Oro, Sorengo, Muzzano, Bioggio, Massagno, Savosa, Porza, Vezia, Canobbio, Capriasca und Ponte Capriasca sowie auf italienischem Territorium Valsolda, Campione d’Italia, Alta Valle Intelvi und Brusimpiano.

### Klima
|                        | Jan | Feb | Mär  | Apr  | Mai  | Jun  | Jul  | Aug  | Sep  | Okt  | Nov  | Dez |   |      |
| Mittl. Temperatur (°C) | 3,8 | 5,0 | 8,9  | 12,3 | 16,3 | 20,4 | 22,6 | 22,1 | 17,9 | 13,2 | 8,4  | 4,6 | ⌀ | 13   |
| Mittl. Tagesmax. (°C)  | 7,1 | 9,0 | 13,5 | 16,7 | 20,8 | 24,9 | 27,3 | 26,8 | 22,1 | 16,9 | 11,6 | 7,7 | ⌀ | 17,1 |
| Mittl. Tagesmin. (°C)  | 1,2 | 1,9 | 5,2  | 8,5  | 12,4 | 16,1 | 18,0 | 17,8 | 14,2 | 10,2 | 5,7  | 2,0 | ⌀ | 9,5  |
|                        |     |     |      |      |      |      |      |      |      |      |      |     |   |      |
| Niederschlag (mm)      | 66  | 61  | 76   | 138  | 178  | 172  | 158  | 158  | 165  | 150  | 167  | 80  | Σ | 1569 |
|                        |     |     |      |      |      |      |      |      |      |      |      |     |   |      |
| Sonnenstunden (h/d)    | 4,0 | 5,0 | 6,2  | 6,1  | 6,5  | 7,6  | 8,4  | 7,9  | 6,4  | 4,5  | 3,5  | 3,5 | ⌀ | 5,8  |
|                        |     |     |      |      |      |      |      |      |      |      |      |     |   |      |
| Regentage (d)          | 5,3 | 5,0 | 6,3  | 9,9  | 11,6 | 10,1 | 8,2  | 9,6  | 8,7  | 9,2  | 9,3  | 6,3 | Σ | 99,5 |
|                        |     |     |      |      |      |      |      |      |      |      |      |     |   |      |
| Luftfeuchtigkeit (%)   | 70  | 66  | 62   | 66   | 69   | 68   | 66   | 69   | 72   | 78   | 74   | 70  | ⌀ | 69,2 |

| 1,2 |

| 1,9 |

| 5,2 |

| 8,5 |

| 12,4 |

| 16,1 |

| 18,0 |

| 17,8 |

| 14,2 |

| 10,2 |

| 5,7 |

| 2,0 |

| 1,2 |

| 1,9 |

| 5,2 |

| 8,5 |

| 12,4 |

| 16,1 |

| 18,0 |

| 17,8 |

| 14,2 |

| 10,2 |

| 5,7 |

| 2,0 |

Mit einer Jahresmitteltemperatur von 13,0 °C für die Normalperiode 1991 bis 2020 ist Lugano die wärmste Station im Messnetz von MeteoSchweiz. Im Januar werden dabei mit 3,8 °C die kältesten und im Juli mit 22,6 °C die wärmsten Monatsmitteltemperaturen gemessen. Im Mittel sind hier rund 22 Frosttage und jedes zweite Jahr ein Eistag zu erwarten; 1947 gab es 11 Eistage, hingegen gab es zwischen 1964 und 1979 keinen einzigen Eistag. Sommertage gibt es im Jahresmittel rund 75, während normalerweise 11 bis 12 Hitzetage zu verzeichnen sind. Die Messstation liegt auf einer Höhe von 273 m ü. M.

### Stadtquartiere

Quartiere Luganos

Die Quartiere 1 bis 9 sind die alten Stadtquartiere, die schon vor der grossen Eingemeindung von 2004 zur Stadt gehörten. Bei den Quartieren 11 bis 18 handelt es sich um die Gebiete der 2004 mit Lugano fusionierten Gemeinden. Die Quartiere 19 bis 21 kamen durch die Eingemeindung des Jahres 2008, die Quartiere 22 bis 25 durch die Eingemeindung des Jahres 2013 hinzu.
| Quartier        | Nr. | BFS-Code | Einwohnerzahl 31. Dezember 2015 | Eingemeindung |
| --------------- | --- | -------- | ------------------------------- | ------------- |
| Aldesago        | 1   | 5192001  | 504                             | 1972          |
| Besso           | 2   | 5192002  | 4964                            | –             |
| Brè             | 3   | 5192003  | 351                             | 1972          |
| Caprino         | 4   | 5192004  |                                 | 1972          |
| Cassarate       | 5   | 5192005  | 3425                            | 1972          |
| Castagnola      | 6   | 5192006  | 2044                            | 1972          |
| Centro          | 7   | 5192007  | 5017                            | –             |
| Loreto          | 8   | 5192008  | 2932                            | –             |
| Molino Nuovo    | 9   | 5192009  | 9058                            | –             |
| Breganzona      | 11  | 5192011  | 5240                            | 2004          |
| Cureggia        | 12  | 5192012  | 170                             | 2004          |
| Davesco-Soragno | 13  | 5192013  | 1605                            | 2004          |
| Gandria         | 14  | 5192014  | 224                             | 2004          |
| Pambio-Noranco  | 15  | 5192015  | 732                             | 2004          |
| Pazzallo        | 16  | 5192016  | 1552                            | 2004          |
| Pregassona      | 17  | 5192017  | 9268                            | 2004          |
| Viganello       | 18  | 5192018  | 6990                            | 2004          |
| Barbengo        | 19  | 5192021  | 1970                            | 2008          |
| Carabbia        | 20  | 5192022  | 599                             | 2008          |
| Villa Luganese  | 21  | 5192023  | 556                             | 2008          |
| Cadro           | 22  | 5192024  | 2312                            | 2013          |
| Carona          | 23  | 5192025  | 865                             | 2013          |
| Sonvico         | 24  | 5192026  | 1945                            | 2013          |
| Val Colla       | 25  | 5192027  | 682                             | 2013          |

## Geschichte

### Allgemeine Geschichte
Aufgrund einiger Bodenfunde und im Raum Lugano aufgefundener Grabinschriften ist anzunehmen, dass das Gebiet um Lugano von Lepontiern besiedelt war. Die Anwesenheit der Römer rund um den Luganersee ist ab dem 1. Jahrhundert v. Chr. belegt; sie hatten nördlich des Sees in Bioggio zumindest ein wichtiges Zentrum.
804, 844 (Kopie um 1300), 854 (Kopie um 1300) und 875 wird Lugano erstmals urkundlich erwähnt; die Namensformen lauteten erst Luanasco, dann Luano. Die Bedeutung des Namens ist unsicher, womöglich geht er auf Lateinisch lūcus «Hain, Wald» zurück.
Im Mittelalter war Lugano jahrhundertelang von Konflikten zwischen Como und Mailand betroffen, da diese oft auf Schlachtfeldern ausgetragen wurden, die auf dem Gebiet des heutigen Kantons Tessin liegen. In der zweiten Hälfte des vierzehnten Jahrhunderts gelangte die Stadt unter die Herrschaft der Mailänder Visconti. Später wurde sie von französischen Söldnern besetzt, die 1513 ihrerseits von den Eidgenossen vertrieben wurden; seither stand Lugano unter eidgenössischer Herrschaft.
Am Morgen des 15. Februar 1798 landeten die Truppen der Cisalpinischen Republik in Lugano, stiessen jedoch auf den Widerstand der Volontari del Borgo, einer Garde aus der Bevölkerung. Dieser gelang es, die cisalpinischen Truppen zurückzuschlagen, und die aufgeschlosseneren Teile des Luganeser Bürgertums nutzten die Ereignisse, um die Unabhängigkeit der Stadt unter dem Motto «frei und schweizerisch» zu erklären. Mit dem gleichzeitigen Einrücken französischer Revolutionstruppen in das Gebiet der Eidgenossenschaft nördlich der Alpen endete der Untertanenstatus des Tessins, und Lugano wurde für einige Jahre zum Hauptort des Kantons Lugano der Helvetischen Republik.
Seit 1803 gehört Lugano zum Kanton Tessin, dessen Hauptort bis 1878 alle sechs Jahre zwischen Bellinzona, Locarno und Lugano wechselte.

### Entwicklung des Stadtgebiets

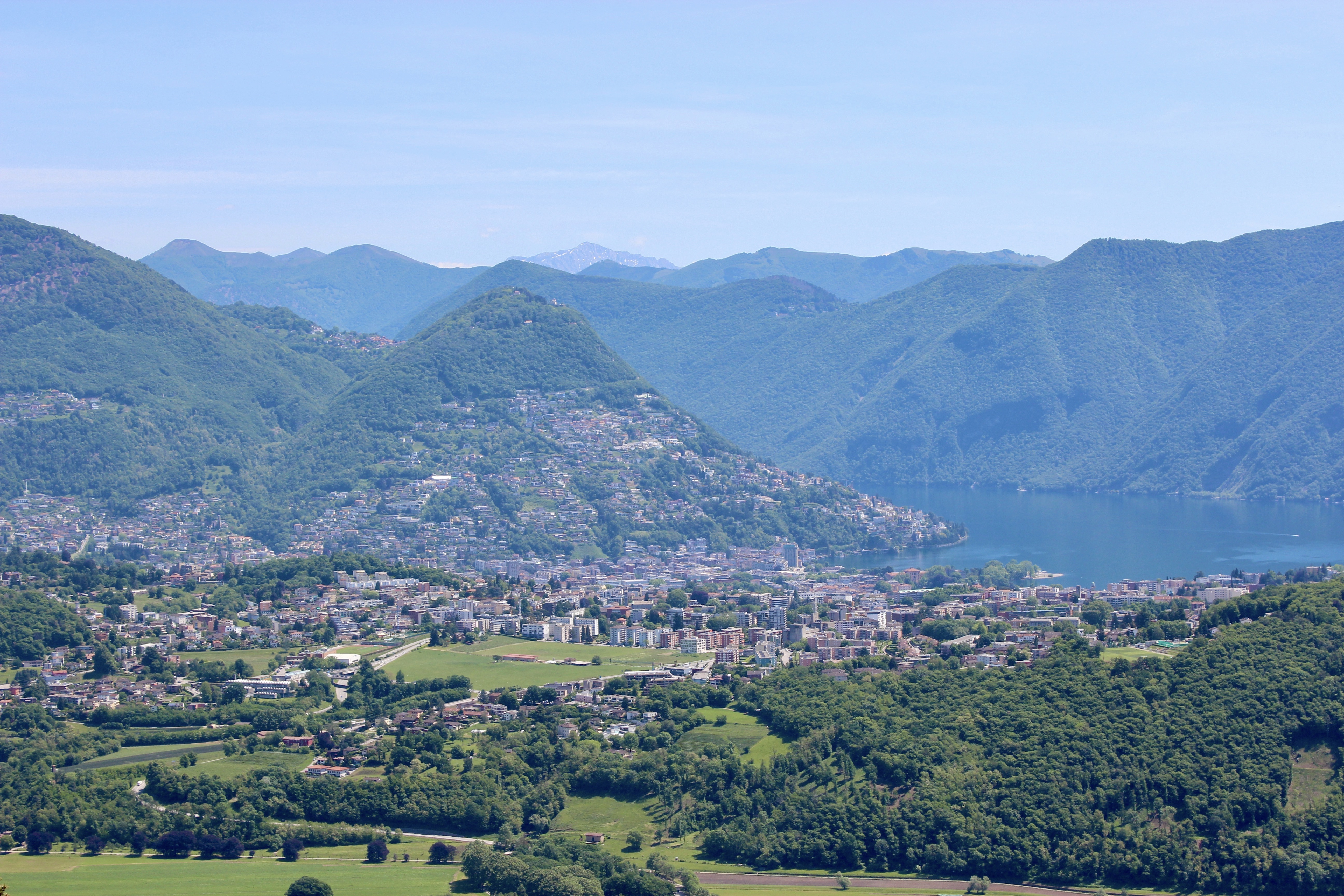
Lugano von Westen

1972 wurden die früheren Gemeinden Brè-Aldesago und Castagnola in die Stadt Lugano eingegliedert.
2004 fusionierten acht weitere Gemeinden mit der Stadt Lugano: Breganzona, Cureggia, Davesco-Soragno, Gandria, Pambio-Noranco, Pazzallo, Pregassona und Viganello. Dadurch vergrösserte sich sowohl die Fläche als auch die Bevölkerung von Lugano erheblich.
Am 30. September 2007 stimmten die Stimmbürger von Barbengo, Carabbia und Villa Luganese sowie von Lugano der Eingemeindung dieser drei Gemeinden zu. Die Stimmberechtigten der Gemeinde Cadro hingegen lehnten die Fusion ab, weshalb Villa Luganese zu einer Exklave der Stadt Lugano wurde. Die Eingemeindung wurde am 20. April 2008 vollzogen.
Per 14. April 2013 wurden die Gemeinden Bogno, Cadro, Carona, Certara, Cimadera, Sonvico und Val Colla mit Lugano fusioniert, wodurch die Stadt rund 3400 zusätzliche Einwohner erhielt.
Aufgrund der durch See und Berge beengten Verhältnisse im Stadtgebiet spielt sich die wirtschaftliche Entwicklung heute hauptsächlich ausserhalb der Gemeindegrenzen in der Vedeggio-Talebene ab.

### Ortsbürgergemeinden (Patriziati)
- Bürgergemeinde Lugano. Diese besitzt das historische Archiv der Stadt Lugano und 1,56 Hektaren Land.[19]
- Bürgergemeinde Brè-Aldesago[20]

## Bevölkerung
Einwohnerzahlen: Volkszählungsdaten

### Sprachen
Amtssprache ist Italienisch. Der Tessiner Dialekt (Ticinées), eine Varietät des zum Arealtypus Norditalienisch oder Padanisch gehörenden Lombardischen, ist auf dem Rückzug; Urbanisierung, Binnenmigration und Tourismus werden als Ursachen angesehen.
Im Jahr 2014 gaben 87,6 % Italienisch, 9,7 % Deutsch, 6,1 % Englisch und 5,8 % Französisch als Hauptsprache an (Nennung von mehr als einer Hauptsprache möglich).
In den Tessiner Schulen wird als erste Fremdsprache Französisch und als zweite Deutsch unterrichtet.

### Religionen – Konfessionen

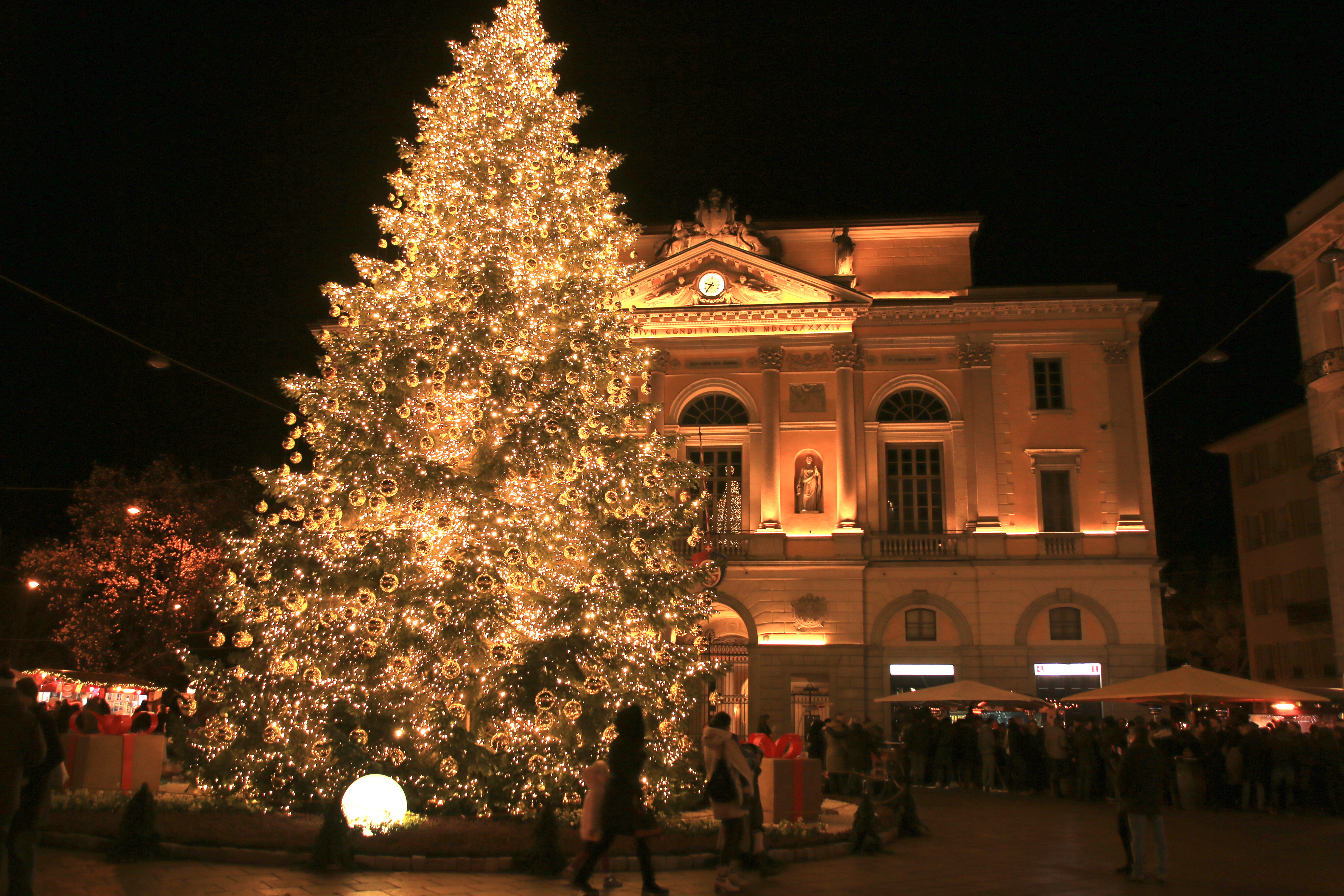
Weihnachtsbaum auf der Piazza della Riforma (2018)

Die Religionen in Lugano verteilten sich 2022 (in Klammern 2014) wie folgt:
- römisch-katholisch: 55,3 % (65,5 %)
- konfessionslos: 30,2 % (19,3 %)
- andere christliche Gemeinschaften: 5,8 % (6,7 %)
- evangelisch-reformiert: 3,2 % (2,8 %)
- muslimisch: 3,5 % (2,9 %)
- andere/unbekannt: 1,9 % (2,7 %)

## Politik

### Legislative
- Grüne: 3
- SP-PC-POP: 9
- Più Donne: 1
- ATL: 4
- Mitte: 9
- FDP-glp: 14
- Lega: 13
- SVP: 7

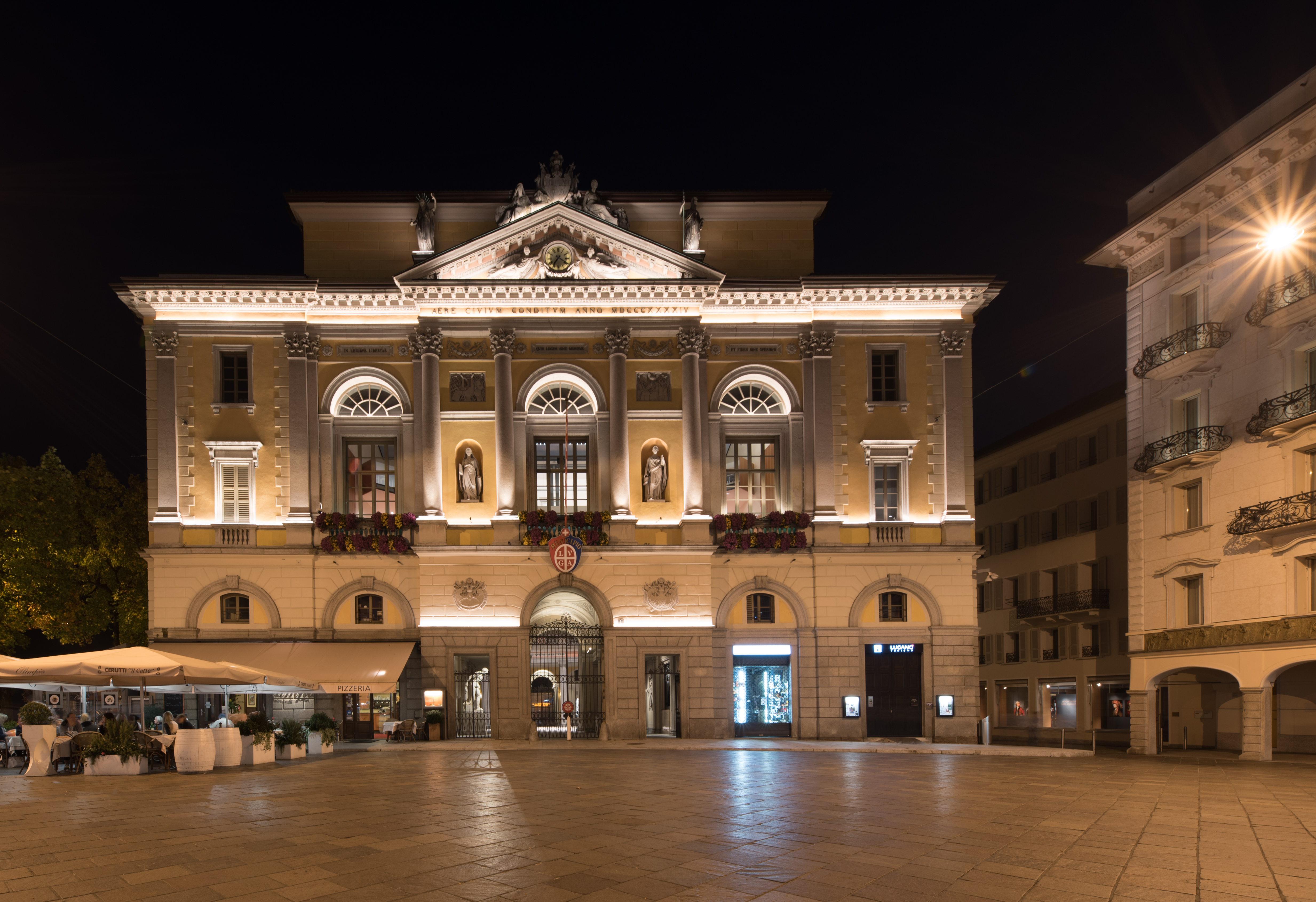
Rathaus von Lugano

Die Legislative der Stadt Lugano ist der Consiglio comunale (Gemeindeparlament), der 60 Sitze umfasst. Die Grafik rechts zeigt seine Zusammensetzung nach den Gemeindewahlen vom 14. April 2024.

### Exekutive
Die Exekutive ist der Municipio (Gemeinderat). Er besteht aus sieben Mitgliedern und wird gleichzeitig mit dem Consiglio comunale durch das Volk gewählt. Er setzt sich nach den Wahlen vom April 2024 wie folgt zusammen: Stadtpräsident Michele Foletti (Lega), Vizepräsident Roberto Badaracco (FDP), Lorenzo Quadri (Lega), Karin Valenzano Rossi (FDP), Filippo Lombardi (Die Mitte), Marco Chiesa (SVP), Raoul Ghisletto (SP).

### Nationalratswahlen
Bei den Schweizer Parlamentswahlen 2023 betrugen die Wähleranteile in Lugano: FDP 20,3 %, Lega 17,3 %, SVP 16,1 %, Die Mitte 14,1 %, SP 11,9 %, Grüne 8,9 %, glp 2,0 %, übrige 9,4 %.

## Sehenswürdigkeiten
Das Stadtbild ist im Inventar der schützenswerten Ortsbilder der Schweiz (ISOS) als schützenswertes Ortsbild der Schweiz von nationaler Bedeutung eingestuft.

### Grünanlagen, Promenaden, Hausberge

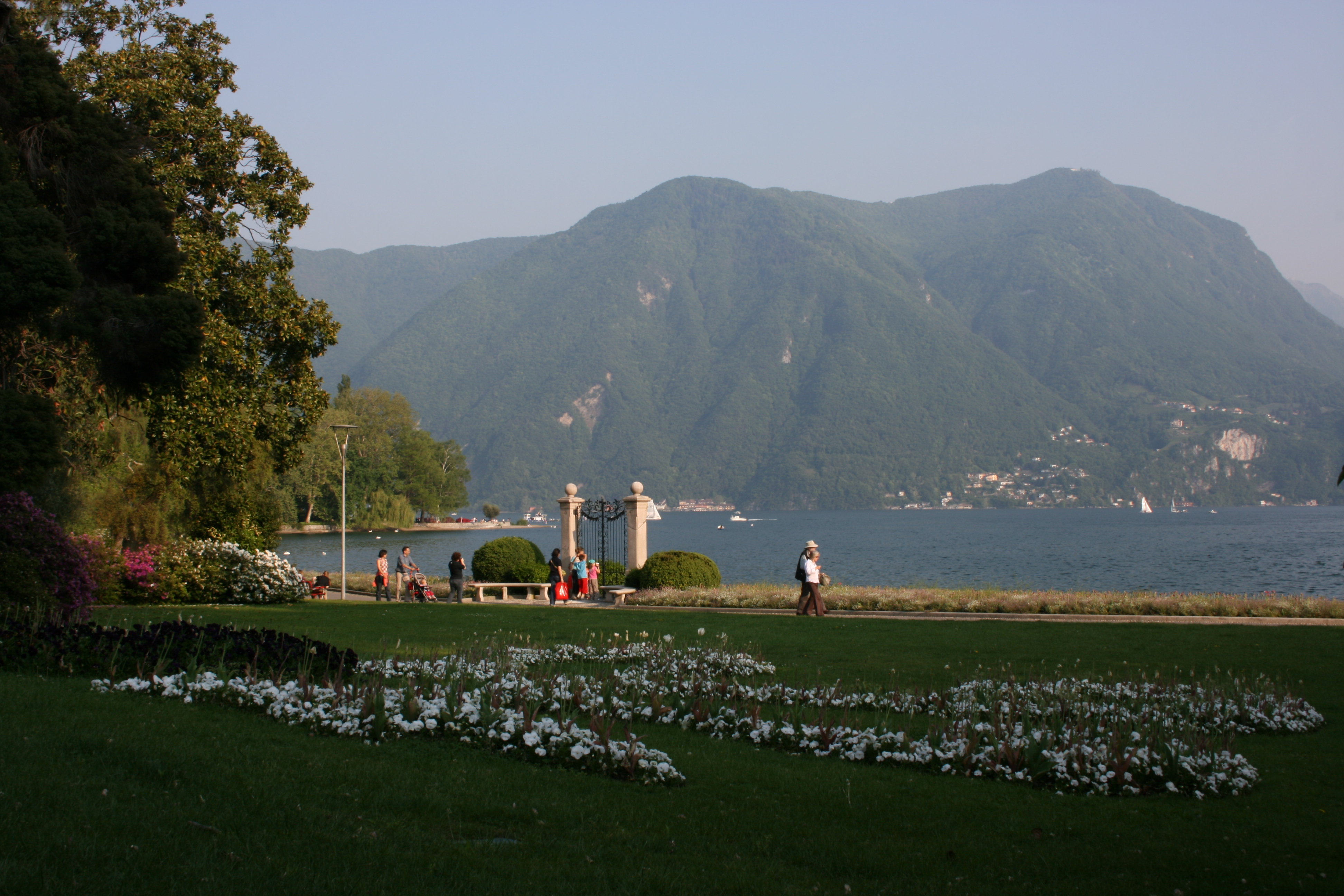
Parco Ciani mit Cancello sul Lago di Lugano

Sehenswert ist der Parco Civico mit seiner üppigen südlichen Vegetation und der Villa Ciani. Westlich des Parks schliesst sich die etappenweise zwischen 1864 und 1920 erstellte Seepromenade an, die bis nach Paradiso führt.
Weitere Attraktionen von Lugano sind die beiden Hausberge Monte San Salvatore und Monte Brè, von denen aus sich ein Panorama über die Stadt, den Luganersee und die Tessiner Berge bietet. Beide Berge sind sowohl per Bahn als auch zu Fuss erreichbar. Am Fusse des Monte Brè liegen das Dorf Gandria und die Villa Favorita.

### Stadtzentrum

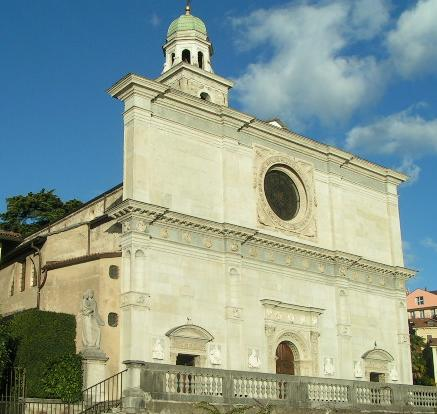
Kathedrale San Lorenzo

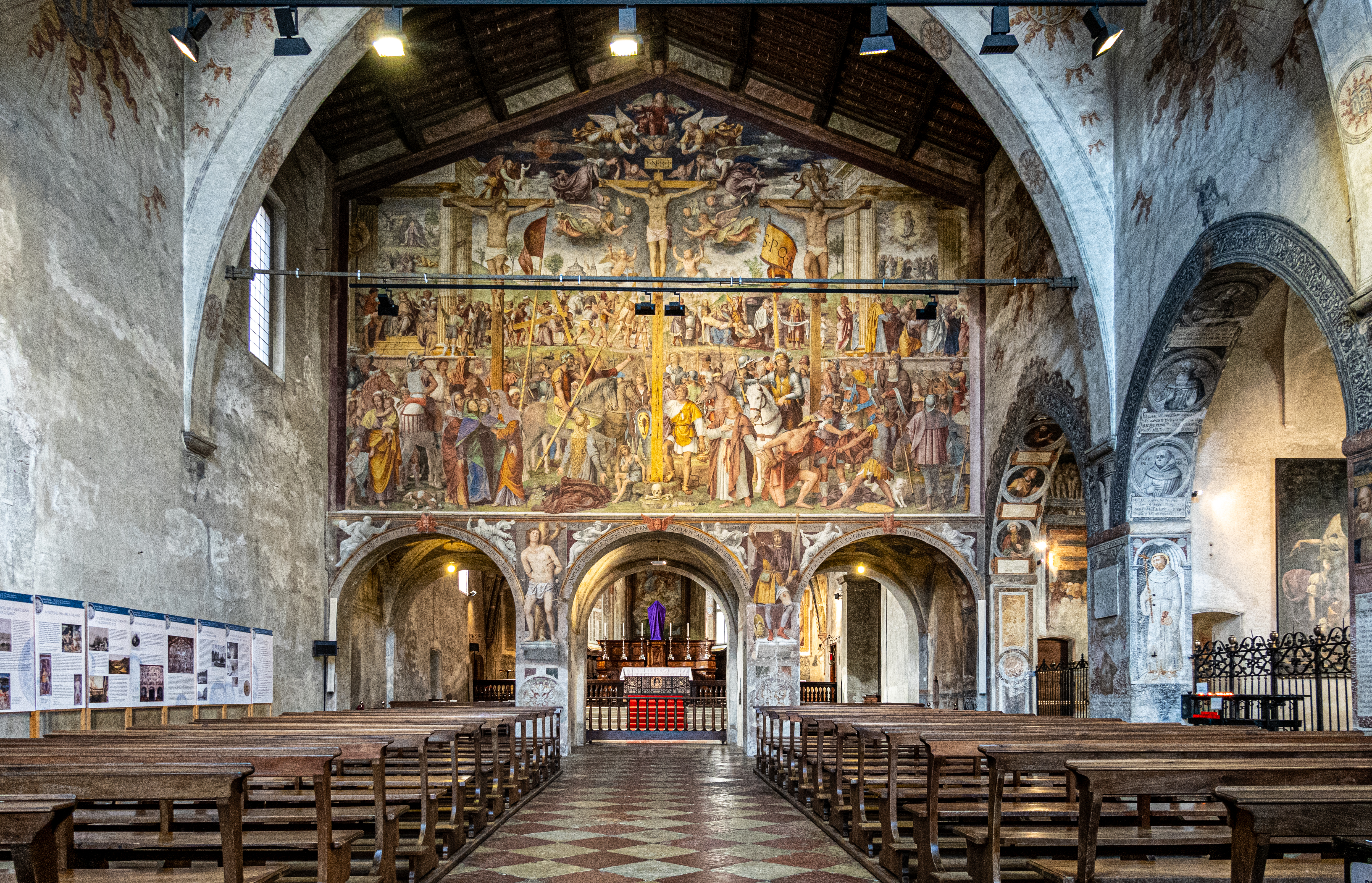
Kirche Santa Maria degli Angioli

Die mittelalterliche und frühneuzeitliche Altstadt von Lugano wurde auf der Grundlage des Richtplanes von 1902 zwischen 1910 und 1942 zum grössten Teil abgebrochen oder ausgekernt und durch ein neues Stadtzentrum ersetzt. Von der einstigen Baustruktur existieren deshalb heute nur noch einige Kirchen und vereinzelte Profanbauten. Neben diesen sind vor allem die Flaniermeile Via Nassa und die Piazza della Riforma einen Besuch wert.
Kirchen
- Die Kathedrale San Lorenzo ist eine frühmittelalterliche Gründung. Als Pfarrkirche wird sie erstmals 818, als Kollegiatkirche 1078 erwähnt; Kathedrale ist sie seit der Gründung des Bistums Lugano 1888. Der heutige Bau, der noch romanische Mauern integriert, stammt im Wesentlichen aus gotischer Zeit, wurde aber später mehrfach (zuletzt 1905–1910) umgebaut. Die kulissenartig vorgeblendete Schaufassade, ein Meisterwerk der lombardischen Renaissance (sehr wahrscheinlich von Giovanni Antonio Amadeo), wurde 1517 begonnen und gegen Ende des 16. Jahrhunderts fertiggestellt.[29][30]
- Die Pfarrkirche Santa Maria degli Angioli gehörte ursprünglich zu einem Franziskanerkloster und wurde zwischen 1499 und 1515 erbaut. Im Innern findet sich der berühmteste Freskenzyklus der Renaissance in der Schweiz: Die Darstellungen «Kreuzigung Christi», «Das Abendmahl» und «Die Muttergottes mit Kind» wurden von Bernardino Luini gemalt, einem Schüler da Vincis.[31]
- Die Kirche San Rocco wurde zwischen 1528 und 1723 erstellt. Im Innern weist sie reiche Scheinarchitektur und Fresken aus dem Barock auf.[32]
- Der heutige Bau der Kirche Sant’Antonio Abate stammt aus dem 17. Jahrhundert sowie dem frühen 20. Jahrhundert. Das Innere ist in reicher Barockarchitektur gehalten.[33]
- Das Kloster San Giuseppe der Kapuziner-Klarissinen wurde 1747 vom Bischof von Como Agostino Maria Neuroni gegründet. In seinem Innern befinden sich Säle mit bemalten Holzdecken und Spiegelgewölben mit illusionistischen Malereien sowie um 1774 gemalte Fresken der Gebrüder Giovanni Antonio und Giuseppe Antonio Torricelli.[34]
- Das Kapuzinerkloster Santissima Trinità wurde 1646 gegründet, die spätbarocke Kirche 1654 geweiht. Im Süden des Baugevierts befindet sich die 1976–1979 von Mario Botta geplante, vollständig in den Boden eingegrabene öffentliche Bibliothek Salita dei Frati mit Oberlicht über dem Lesesaal.[34]
- Weitere Kirchen im Stadtzentrum sind San Carlo (1640–1661), San Giuseppe (1758–1759) und Santa Maria Immacolata (1852 geweiht, Fassade von 1917).[35]

Palazzi und weitere Gebäude

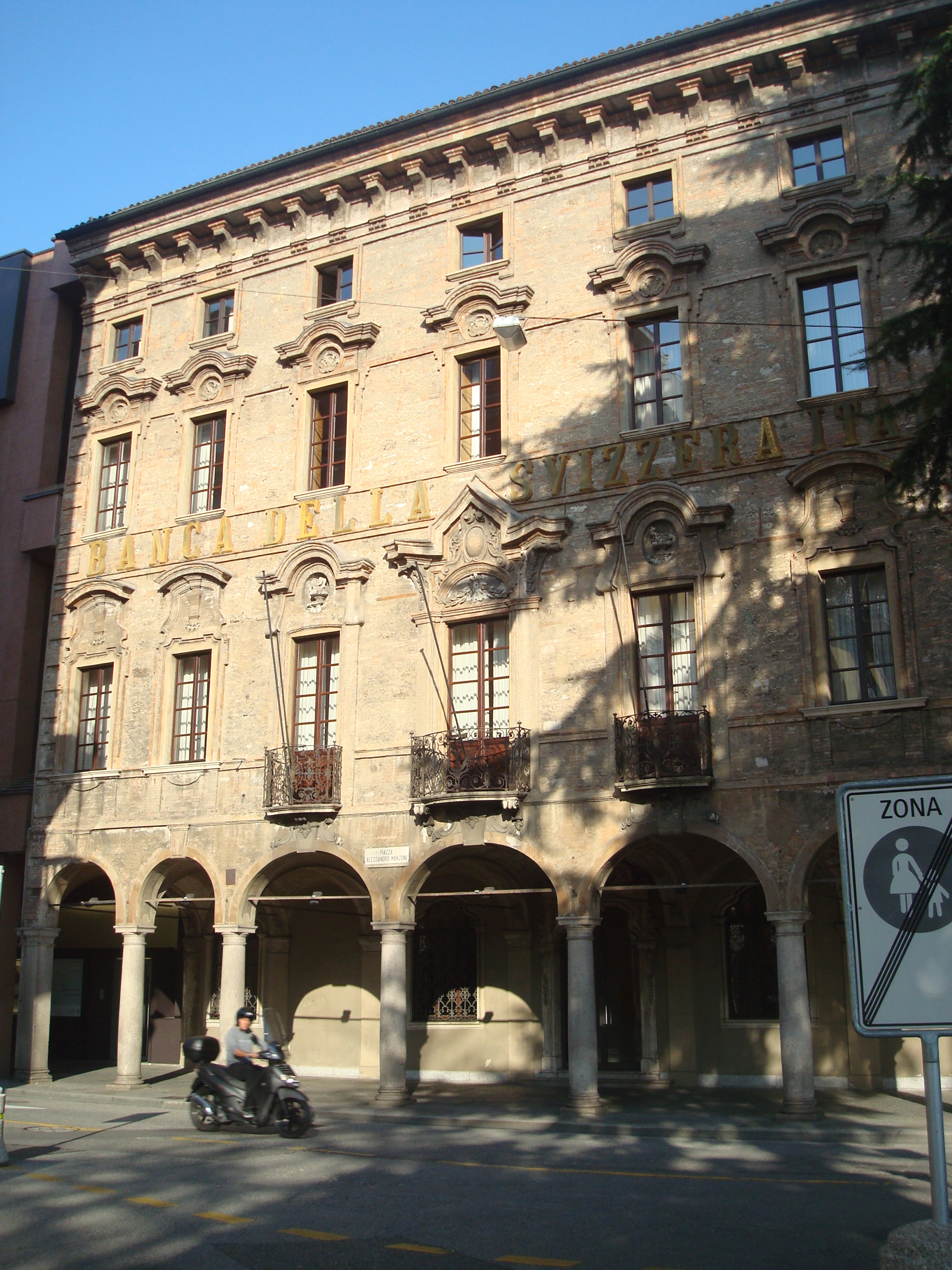
Palazzo Riva (Via Magatti)

Von der ehemaligen Altstadt sind nur noch wenige zivile Gebäude erhalten. Deren drei tragen den Namen des Adelsgeschlechts der Riva.
- La Piccionaia am Corso Enrico Pestalozzi ist ein seltenes Zeugnis eines zivilen Renaissancebaus. Er wurde Ende des 15. Jahrhunderts errichtet.[36]
- Der Palazzo Riva an der Via Francesco Soave erhielt sein heutiges Gepräge um 1730.[37]
- Der Palazzo Riva an der Via Massimiliano Magatti ist eines der bedeutendsten Beispiele spätbarocker ziviler Architektur im Tessin.[38]
- Der Palazzo Riva an der Via Pretorio ist ein Spätbarockbau, der 1742–1752 errichtet wurde.[36]
- Das Rathaus an der Piazza della Riforma ist ein monumentaler klassizistischer Rechteckbau, der 1843–1844 als Regierungsgebäude erbaut wurde.[39][40]
- Die Villa Ciani im heutigen Parco Civico ist einer der schönsten Wohnsitze des 19. Jahrhunderts im Tessin und zeigt sich in schlichten klassizistischen Formen. An ihrer Stelle stand ursprünglich eine 1517 von den Eidgenossen geschleifte Burg der Mailänder Herzöge.[41][42]

Von Gebäuden, die im Rahmen der Stadterneuerung errichtet wurden, sind etwa der Palazzo Primavesi (1911–1913, dekorative eklektische Architekturelemente), die Palazzi Gargantini (1912–1930, Neobarock bis Art déco), die Palazzina Alhambra (1926, Neorenaissance), der Palazzo degli Studi (1903–1904, Historismus) und die Kantonsbibliothek (1937–1941, ein Meilenstein der modernen Architektur im Tessin) zu nennen. Eines der wichtigsten Beispiele der Kinoarchitektur der 1950er-Jahre ist das nach Plänen von Rino Tami erbaute Corso.
Nördlich des Stadtzentrums, im Quartier Molino Nuovo, liegt der monumentale, 1897–1899 angelegte Stadtfriedhof mit zahlreichen Grabdenkmälern von herausragender künstlerischer Qualität.

### Museen

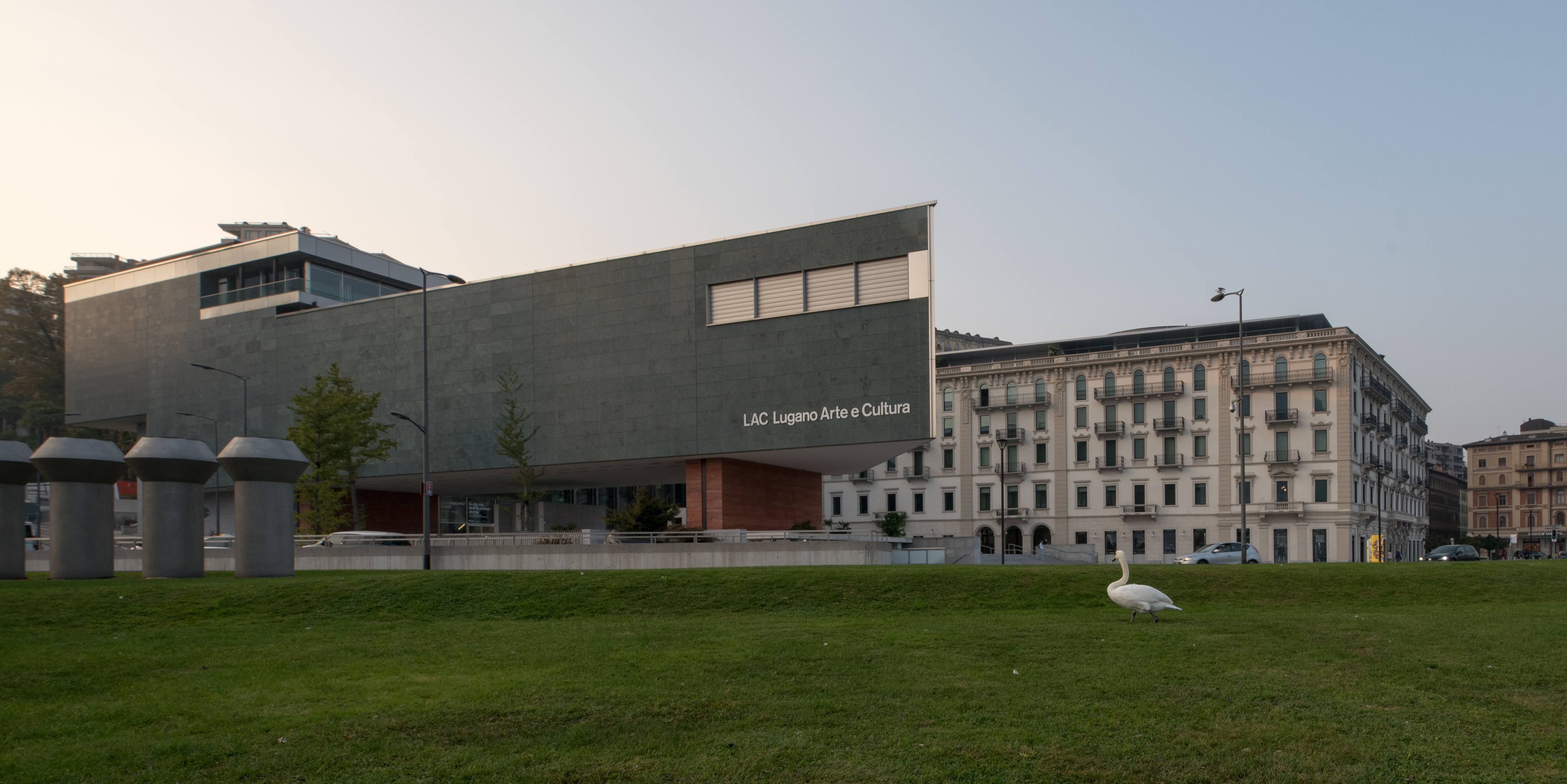
Lugano Arte e Cultura (LAC)

- Museo d’arte della Svizzera italiana (MASILugano),[47] im Kulturzentrum Lugano Arte e Cultura (LAC).[48]
  - Museo d’arte della Svizzera italiana im Palazzo Reali (ehemals Museo Cantonale d’Arte).[49]
  - Collezione Giancarlo e Danna Olgiati.[50]
- Museo delle Culture, Museum der Kulturen in der Villa Malpensata.[51]

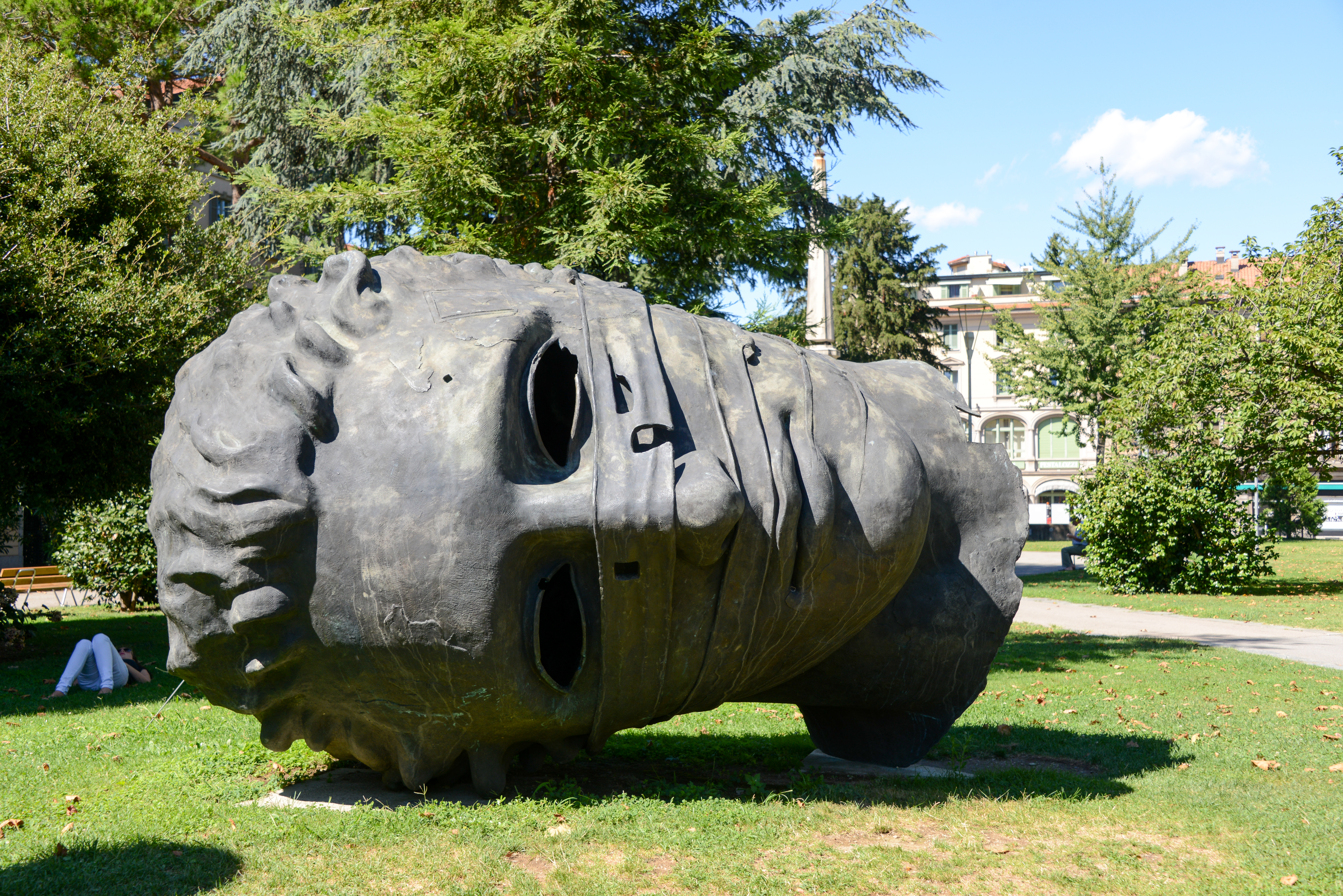
Eros Bendato, Skulptur von Igor Mitoraj

- Kantonales naturhistorisches Museum (Museo cantonale di storia naturale).[51][52][53]
- Schweizerisches Zollmuseum (Museo doganale svizzero) in Cantine di Gandria[51]
- Villa Ciani und Park[51][54]
- Villa Favorita und Park im Ortsteil Castagnola[51][55]

## Infrastruktur

### Wirtschaft
Tourismus, Finanzen und Handel sind die Hauptpfeiler der Wirtschaft Luganos und sichern insgesamt 27'000 Arbeitsplätze. Weiter verfügt Lugano als eine von sieben Schweizer Städten über ein Casino mit A-Konzession.
Lugano ist das drittgrösste Finanzzentrum der Schweiz. Die Banca Arner, Banca Commerciale Lugano, Banca del Ceresio, Banca del Sempione und die Cornèr Bank haben ihren Sitz in Lugano. Ihren Sitz in Lugano hatten auch die einst grösste Bank des Kantons Tessin, die Banca del Gottardo, und die im Zeitpunkt ihrer Auflösung älteste Bank des Kantons Tessin, die Banca della Svizzera Italiana (BSI). Dazu sind in Lugano neben den beiden Schweizer Grossbanken UBS und Credit Suisse auch zahlreiche weitere Schweizer und internationale Private-Banking-Institute mit Niederlassungen vertreten wie Banque Cramer & Cie SA.
Daneben sind in Lugano auch die Rohstoffhandelsunternehmen Duferco, Filofibra und Interbulk Trading ansässig.

### Kultur
Die Gemeinde beherbergt das Studio des Schweizer Radios der italienischen Sprache RSI in Lugano-Besso und das Orchestra della Svizzera italiana (OSI), das aus dem 1935 gegründeten RSI Orchestra hervorgegangen ist. Lugano ist Sitz verschiedener freier Theatergruppen, die sowohl in Lugano und im Tessin als auch schweiz- und weltweit aktiv sind, u. a. Teatro Pan, Markus Zohner Theater Compagnie, Teatro Sunil, Teatro delle Radici.
International bekannt ist das seit 1979 veranstaltete Estival Jazz, die grösste Jazz-Veranstaltung Europas.
1956 fand in Lugano unter dem Titel Gran Premio Eurovisione della Canzone Europea die erste Ausgabe des Eurovision Song Contest statt.
Berühmt ist auch das Progetto Martha Argerich unter der Leitung der weltbekannten Pianistin.
Die Schweizerische Nationalphonothek (Fonoteca Nazionale Svizzera), gegründet 1987, befindet sich ebenfalls in Lugano.

### Verkehr

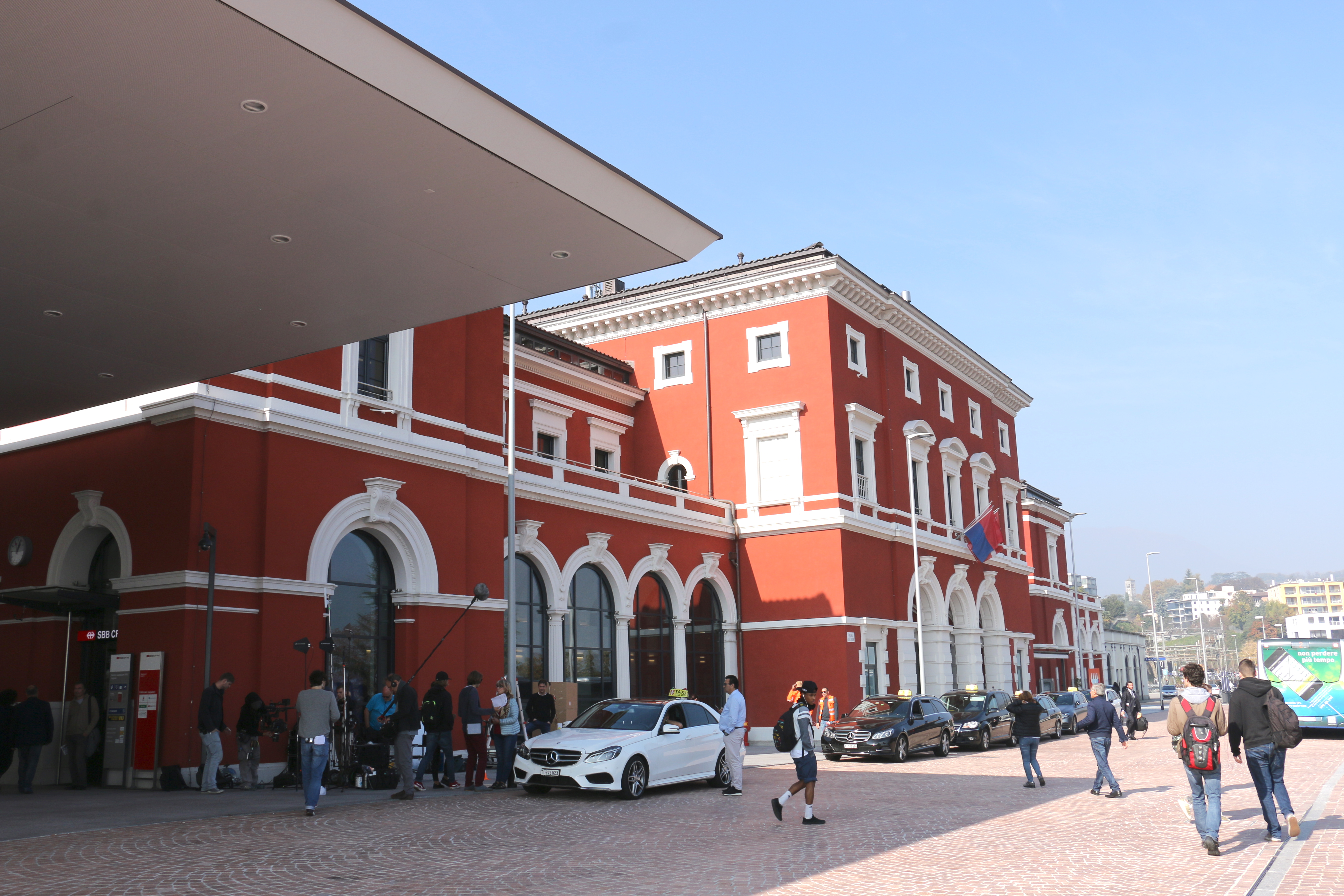
Bahnhof Lugano

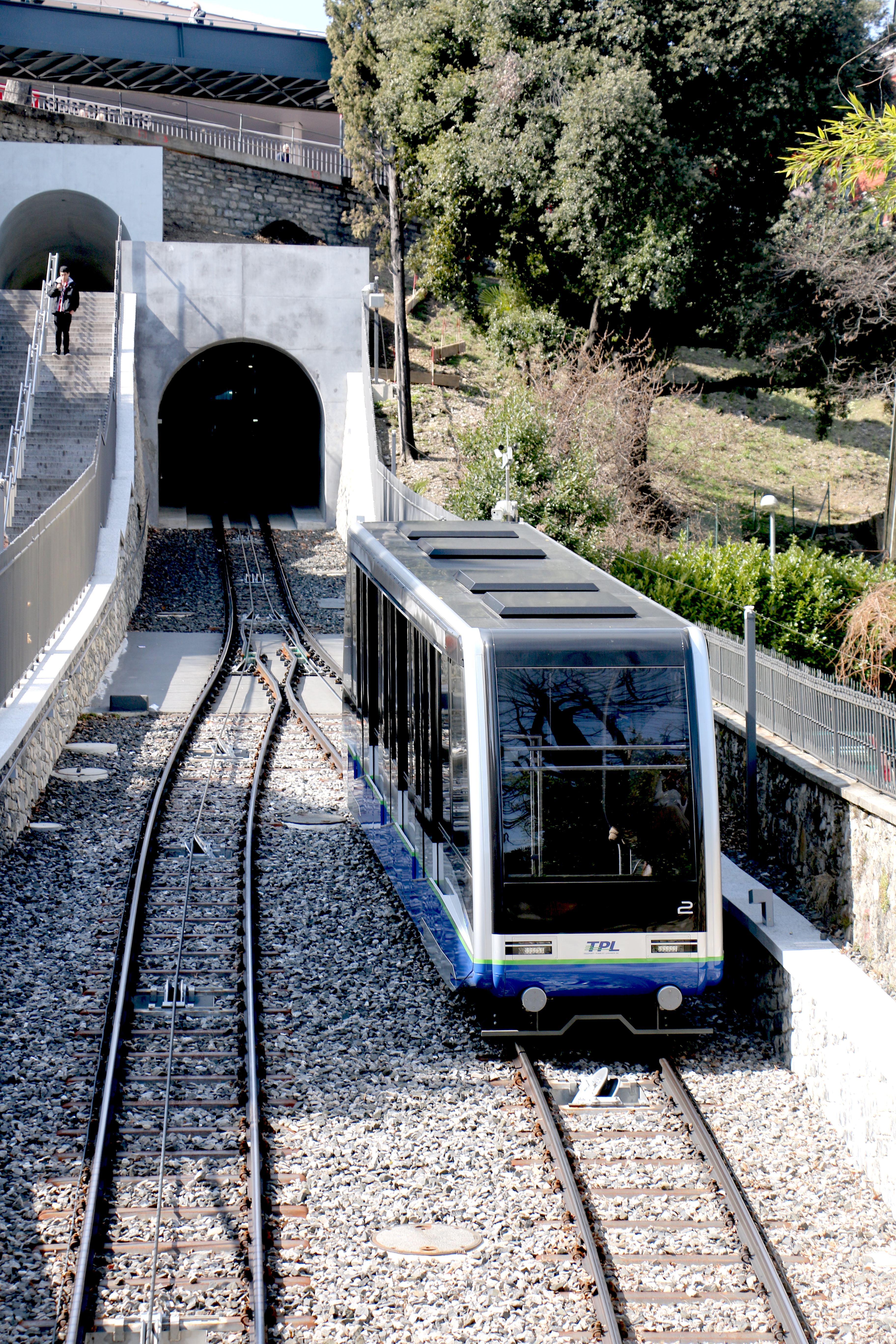
Standseilbahn Lugano–Bahnhof SBB der Trasporti Pubblici Luganesi (TPL) nach der Renovation 2016

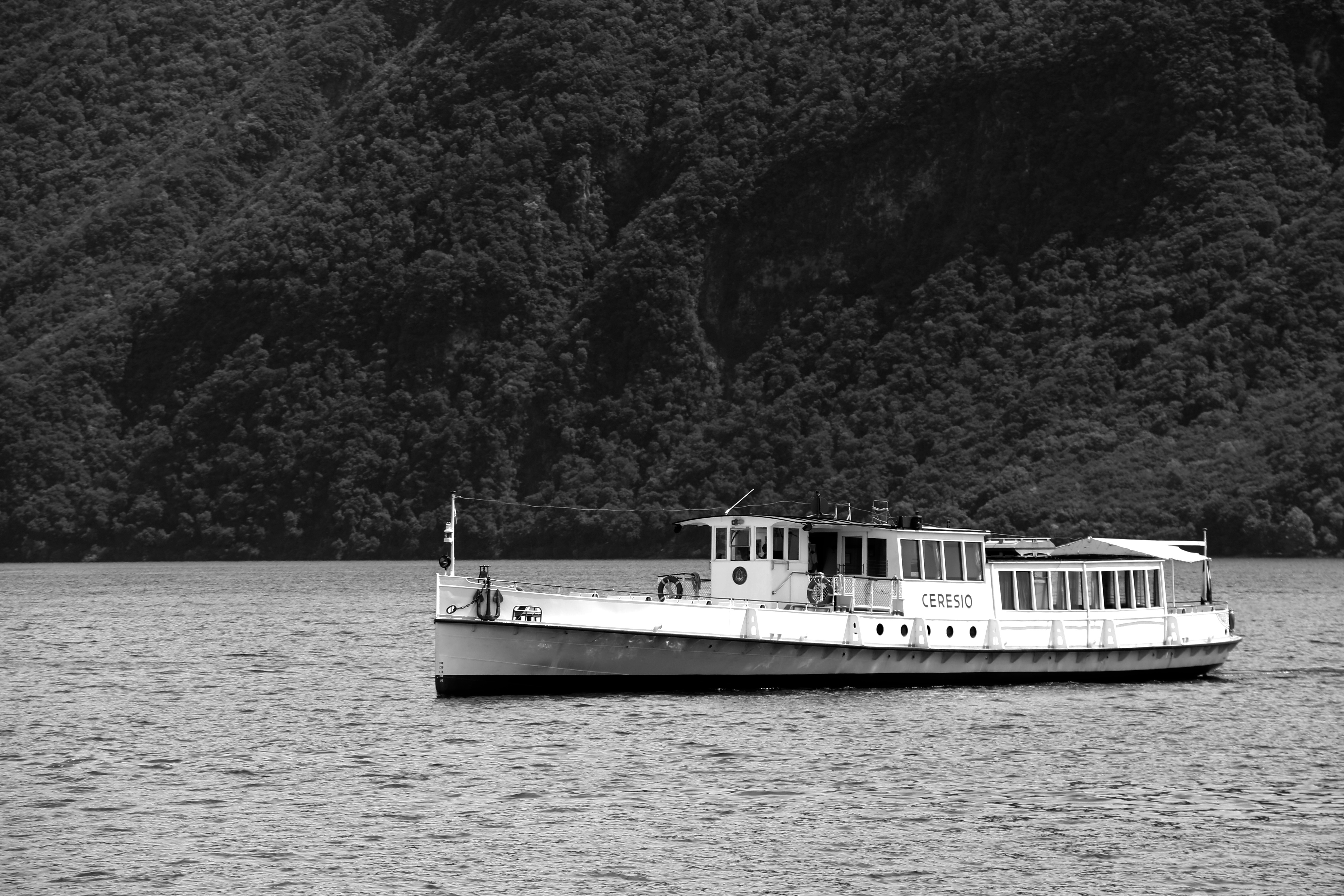
Passagierschiff Ceresio auf dem Luganersee

Der Bahnhof Lugano liegt an der Eisenbahnlinie Zürich/Basel–Mailand (Gotthardbahn). Es halten hier EuroCity-Züge, Intercity, RegioExpress und die S-Bahn. Nach zweijähriger Bauzeit wurde der renovierte Bahnhof am 11. Dezember 2016 eingeweiht.
Die Stadt liegt an der Autobahn A2 (Basel–Gotthard–Lugano–Chiasso) mit zwei Ausfahrten (Nr. 49 Lugano-Nord und Nr. 50 Lugano-Sud).
In und um Lugano wurden bis in die zweite Hälfte des 20. Jahrhunderts vier meterspurige Strassenbahnen betrieben, nämlich die Strassenbahn Lugano, die Lugano-Cadro-Dino-Bahn (LCD), die Lugano-Tesserete-Bahn (LT) sowie die Lugano-Ponte-Tresa-Bahn (FLP). Die ersten drei wurden später auf Busbetrieb umgestellt, die FLP hingegen schrittweise zur leistungsfähigen Vorortbahn ausgebaut. Für die Zukunft steht eine unterirdische Einführung in die Innenstadt (unter Aufgabe des jetzigen Endpunkts beim SBB-Bahnhof) zur Debatte.
Innerhalb der Stadt wurden die alten, meist einspurigen Tramstrecken zwischen 1954 und 1959 durch den Trolleybus Lugano ersetzt. In den 1990er-Jahren wurde der Unterhalt der Trolleybusse sowie dessen Infrastruktur zunehmend zurückgefahren. Nachdem das Bundesamt für Verkehr für Teile des Fahrzeugparks nur noch befristete Betriebsbewilligungen gewährt und diverse weitere Auflagen an den Weiterbetrieb des Netzes geknüpft hatte, wurde der Trolleybusbetrieb am 30. Juni 2001 auf Dieselbusse umgestellt und die elektrischen Anlagen demontiert. Im Zusammenhang mit den Umbauplänen der FLP wird auch die Wiedereinführung eines Trambetriebs diskutiert.
Heute betreiben die Trasporti Pubblici Luganesi (TPL) 15 Buslinien innerhalb des Gemeindegebiets von Lugano. Für den innerstädtischen Verkehr wichtig und daher stark frequentiert ist die 1886 eröffnete Standseilbahn Lugano–Bahnhof SBB, die seit 2016 auch als Sassellina bezeichnet wird, welche die Piazza Cioccaro in der Altstadt mit dem SBB-Bahnhof verbindet. Nach einer zweijährigen Renovation hat die Standseilbahn am 11. Dezember 2016 ihren Betrieb wieder aufgenommen. Die Bahn überwindet eine Höhendifferenz von 50 Metern und ist die höchstfrequentierte Standseilbahn der Schweiz. Sie wird von den TPL betrieben.
Westlich der Stadt liegt der Flughafen Lugano, von dem aus Linienflüge nach Genf und Zürich durchgeführt wurden; gegenwärtig dient er nur noch privatem Flugverkehr. Mit dem Zug ist er durch die Lugano-Ponte-Tresa-Bahn (Linie S60 der S-Bahn Tessin) mit dem Stadtzentrum verbunden, mit dem Auto erreicht man ihn in Richtung Ponte Tresa und über die Anhöhe von Sorengo (Abzweigung zur Collina d’Oro).
Die Società Navigazione del Lago di Lugano (Schifffahrtsgesellschaft des Luganersees) verbindet mehrere innerhalb der Stadt liegende Schiffslandestege und die am Luganersee gelegenen Orte.

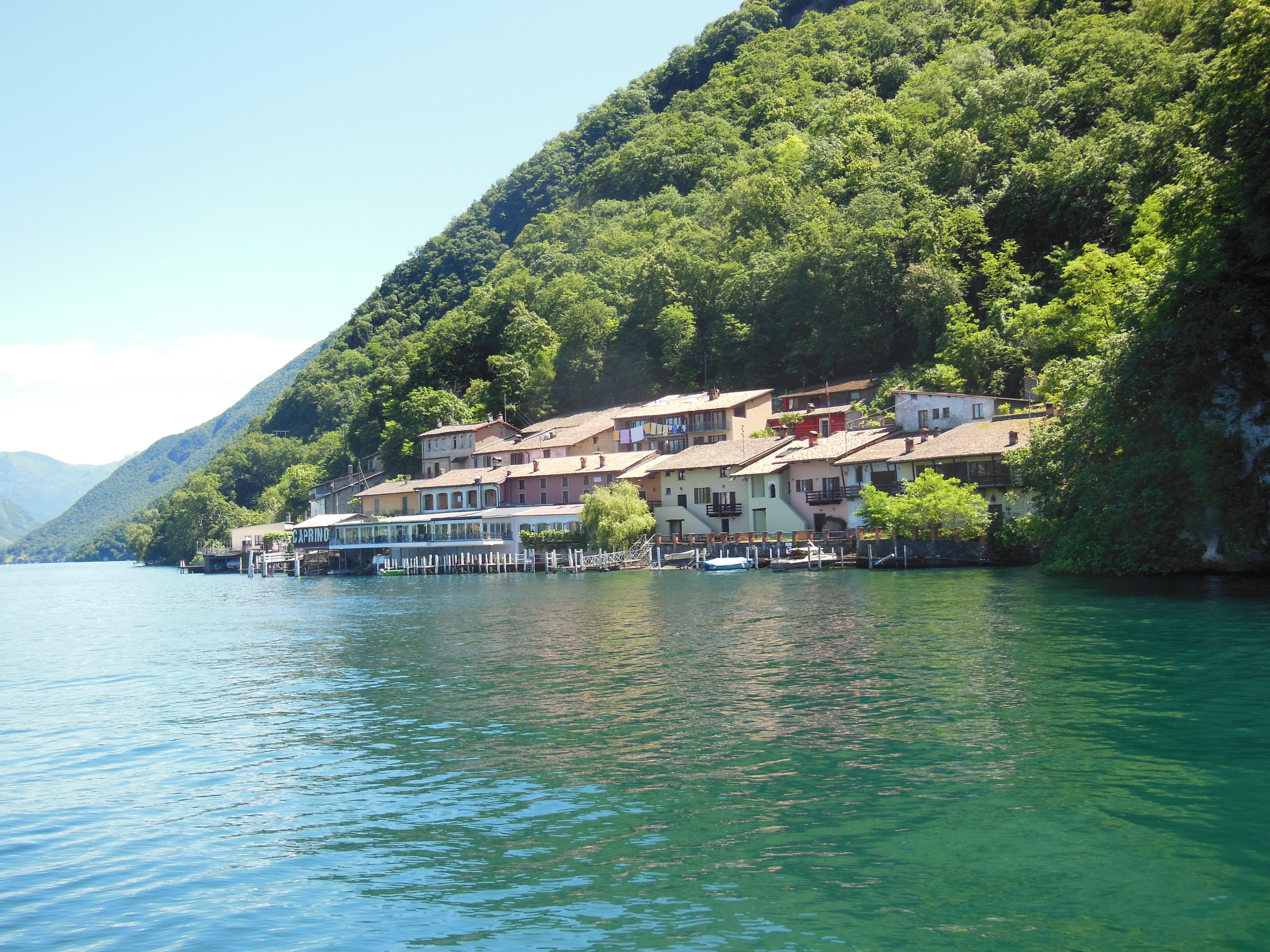
Caprino

### Schulen, Hochschulen
In Lugano befindet sich die 1996 gegründete Università della Svizzera italiana mit den Fakultäten Kommunikationswissenschaft, Wirtschaftswissenschaft und Informatik. Zur gleichen Universität gehört auch die Architekturakademie in Mendrisio.
Im Zentrum von Lugano bei der Università della Svizzera italiana steht die Scuola Europea di Studi Avanzati in Oftalmologia (ESASO), eine Weiterbildungseinrichtung für Augenärzte.
Das Franklin College, eine von der Schweiz und den USA anerkannte private Universität, hat seinen Sitz in Lugano. Seine Schwerpunkte liegen in den Fächern Internationale Beziehungen, Wirtschaft sowie Geschichte
In Lugano-Cornaredo unterhält die ETH das nationale Centro svizzero di calcolo scientifico CSCS
In Manno befinden sich die Università professionale della Svizzera italiana (SUPSI) und die Scuola superiore di teatro di movimento.
Mit der 1992 gegründeten Theologischen Fakultät Lugano befindet sich auch eine Philosophisch-theologische Hochschule in Lugano; sie dient vorwiegend der Priesterausbildung.

### Gesundheitswesen
Das Regionalspital von Lugano (Ospedale Regionale di Lugano, ORLugano) ist aus den beiden Spitälern Ospedale Civico und Ospedale Italiano hervorgegangen.
Ferner befinden sich folgende Kliniken in der Stadt Lugano:
- Cardiocentro Ticino (auf Herzerkrankungen spezialisierte Klinik)[72]
- Neurocentro della Svizzera italiana[73]
- Clinica luganese Moncucco e San Rocco (Privatklinik für akute Pathologie einschliesslich Intensivpflege)[74]
- Clinica Viarnetto (private Psychiatrieklinik) im Ortsteil Pregassona[75]

Das Gesundheitswesen im Grossraum Lugano wird zudem durch folgende Institutionen ergänzt:
- Ars Medica Clinic (Privatklinik in Gravesano)
- Clinica Sant’Anna (private Geburtsklinik in Sorengo)
- Eidgenössische Rehabilitationsklinik (Klinik für Rehabilitation des Bewegungsapparates und des Rückens in Novaggio)
- Ospedale Malcantonese (halbprivate Klinik für Allgemeinmedizin und Psychiatrie in Castelrotto)

## Sport
Der Eishockeyverein HC Lugano spielt in der höchsten Eishockeyliga der Schweiz, der National League, in der Cornèr Arena. Er ist siebenfacher Schweizer Meister (1986, 1987, 1988, 1990, 1999, 2003, 2006) und damit eine der national erfolgreichsten Eishockey-Mannschaften seit Einführung der Play-offs 1985.
Der erfolgreichste Fussballverein der Stadt ist der FC Lugano, der seit 2015 wieder in der höchsten Fussballliga der Schweiz spielt und seine Heimspiele im Stadio di Cornaredo austrägt. Er wurde drei Mal Schweizer Meister (1938, 1941 und 1949) und vier Mal Schweizer Cupsieger (1931, 1968, 1993 und 2022). Ottmar Hitzfeld spielte von 1978 bis 1980 beim FC Lugano.
Der FC Rapid Lugano spielte in der Saison 1955/56 einmal in der Nationalliga B. Seine Frauenfussball-Abteilung (FC Lugano Femminile) spielte bis 2022 in der höchsten Schweizer Liga und nahm in der Saison 2019/20 in der UEFA Women’s Champions League teil. Ebenfalls in Lugano beheimatet ist der Amateurverein FC Trevano.
Lugano war einer von sechs Austragungsorten der Fussball-Weltmeisterschaft 1954 sowie der UCI-Strassenradsport-Weltmeisterschaften 1953 und 1996.
1863 wurde die Società Federale Ginnastica Lugano gegründet.
Zwischen 1999 und 2010 und abermals seit 2021 findet im Tennis-Club Lido das Tennisturnier ATP Challenger Lugano statt, das 2009 und 2010 vom Schweizer Stan Wawrinka und 2021 von Dominic Stricker gewonnen wurde.
Die Società Nuoto Lugano (SNL), die Luganeser Schwimmervereinigung, wurde im Jahr 1928 gegründet. Ihr Trainingsort befindet sich am Lido di Lugano.
Die am 11. April 1886 gegründete Sektion Tessin des Schweizer Alpen-Clubs (SAC) hat ihren Sitz in Lugano.

## Persönlichkeiten
Persönlichkeiten, die in Lugano gewirkt haben
In Lugano geborene Persönlichkeiten

## Bildergalerie

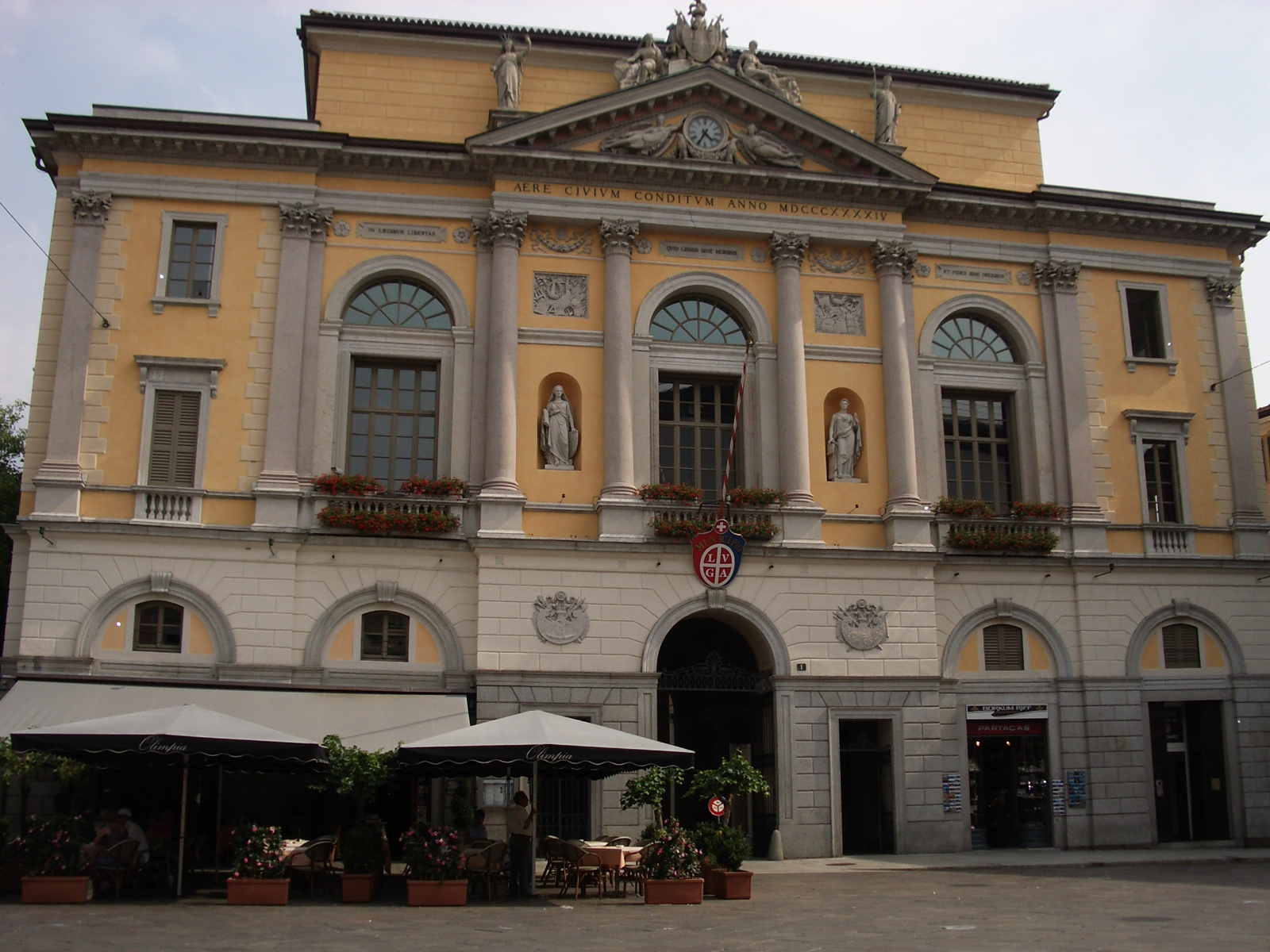
Palazzo Civico, Piazza della Riforma
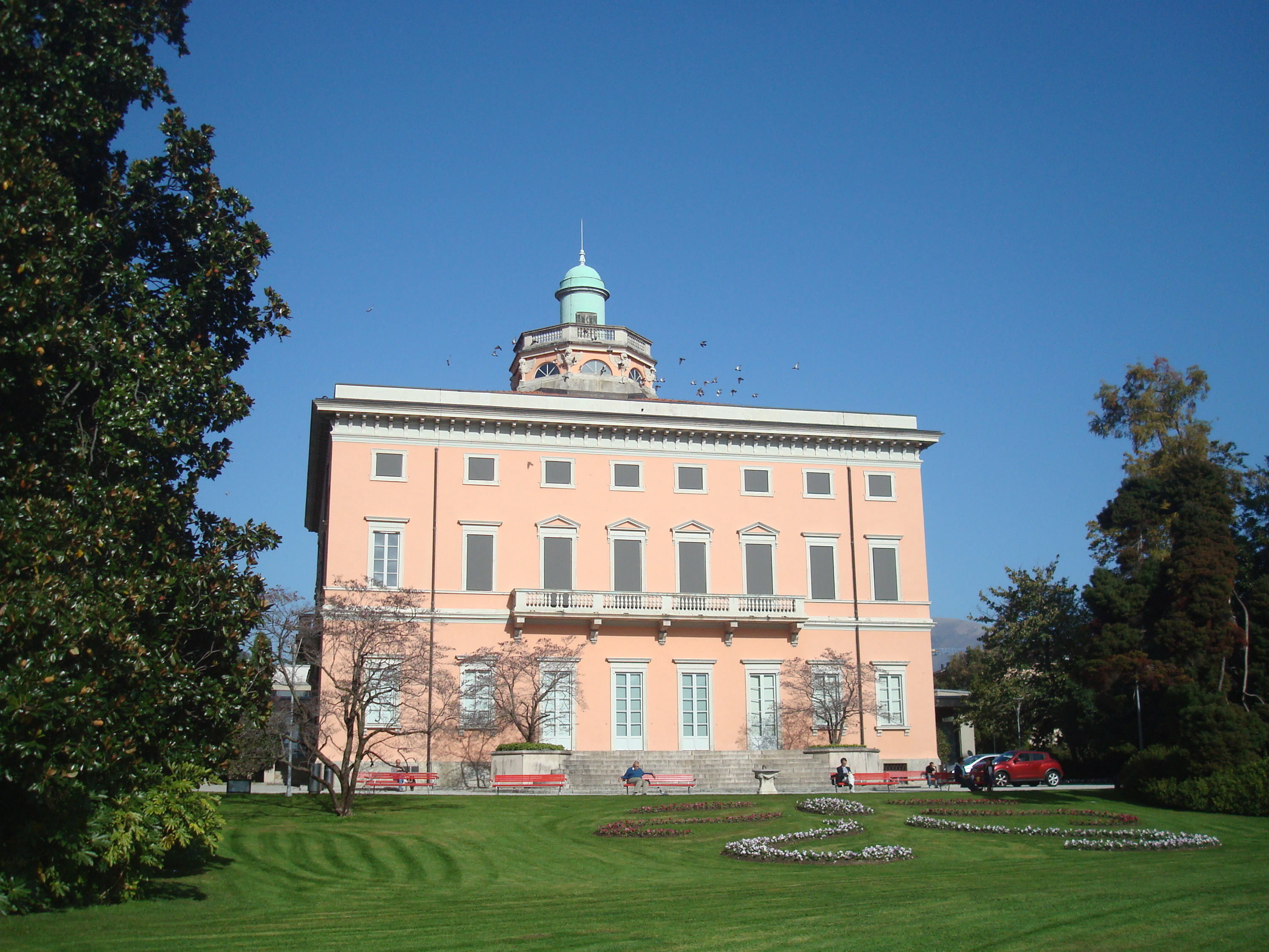
Villa Ciani
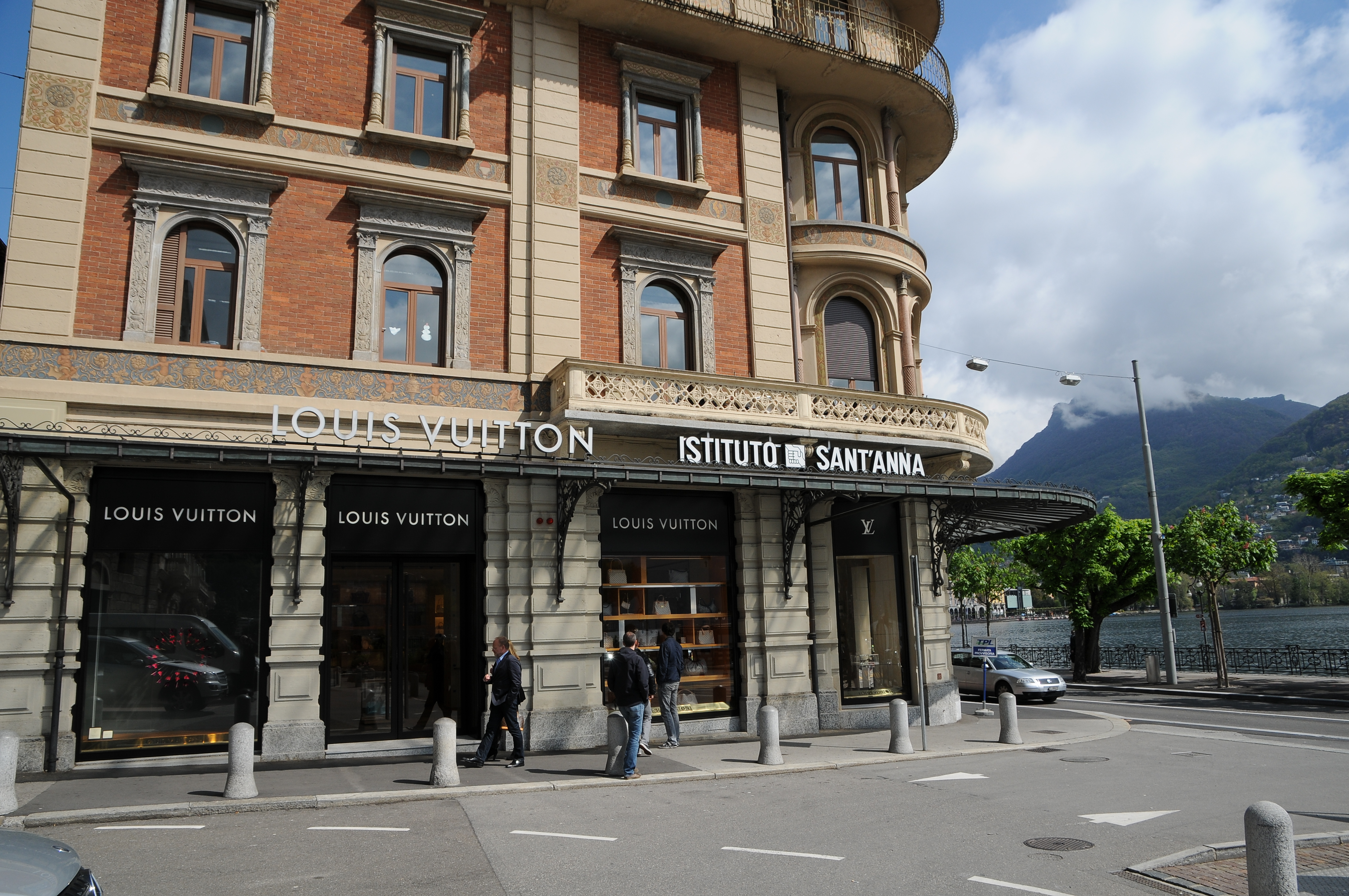
Via Nassa am Seeufer
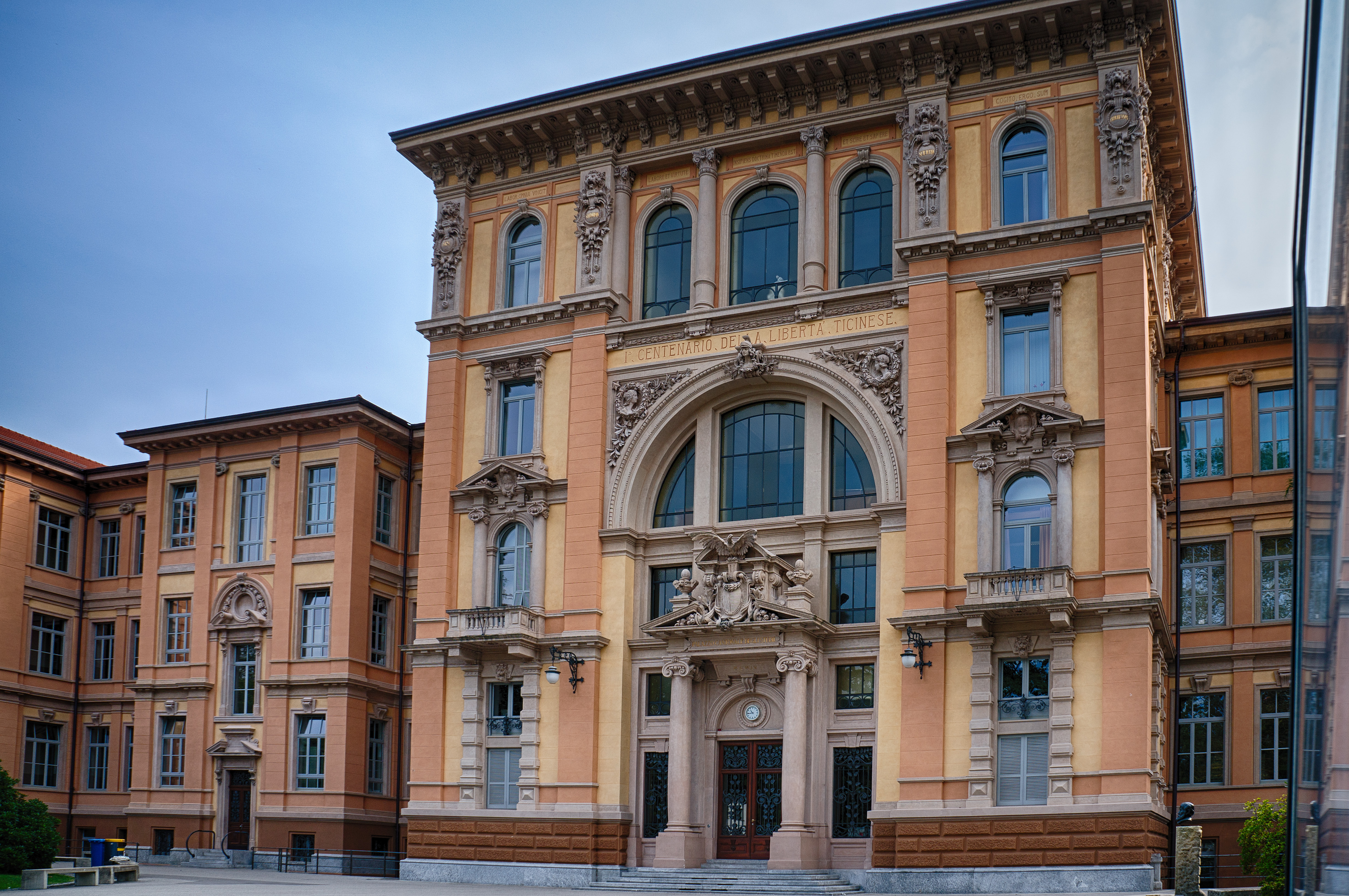
Kantonales Liceo
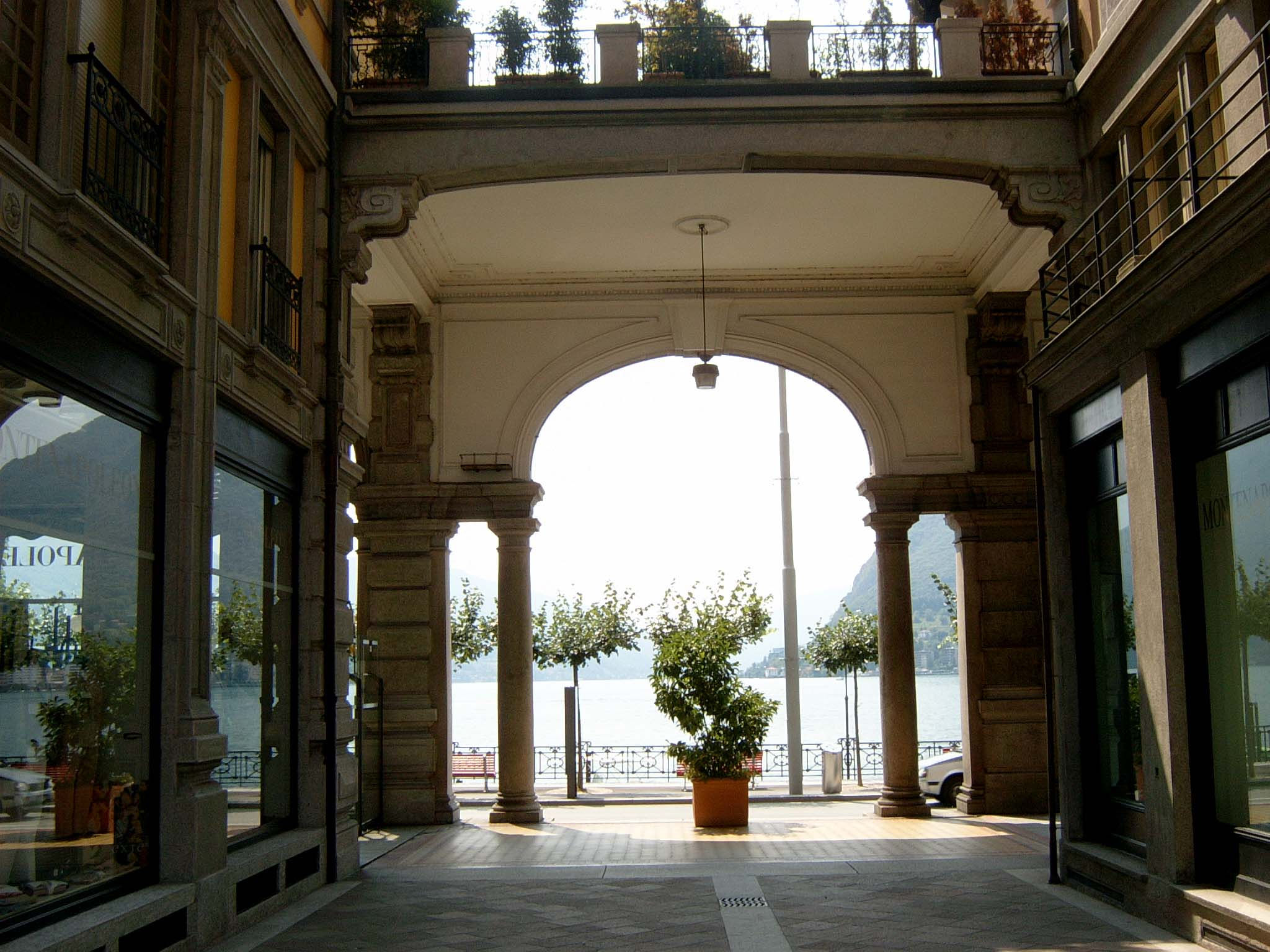
Arkaden im Stadtzentrum
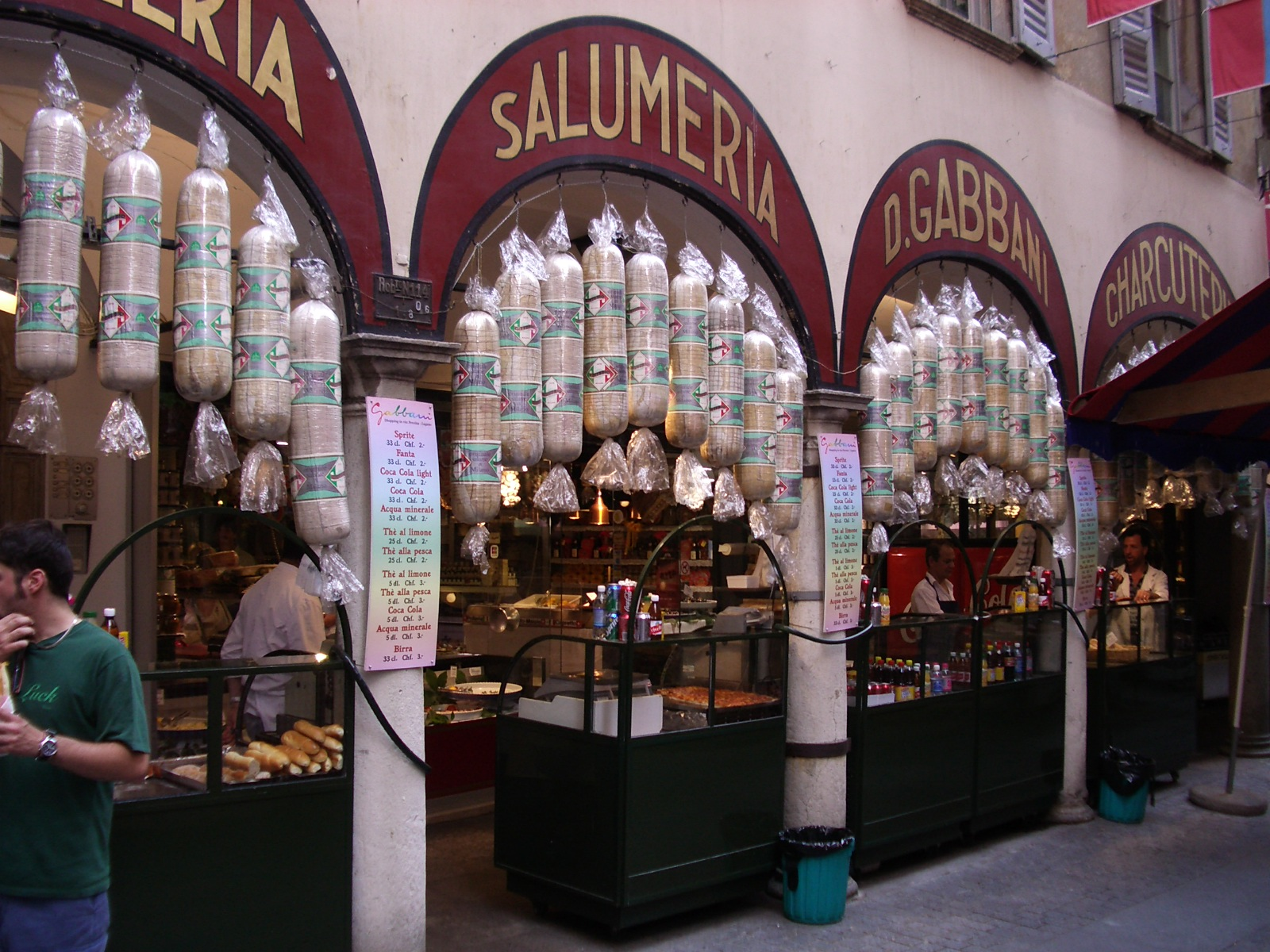
Via Pessina
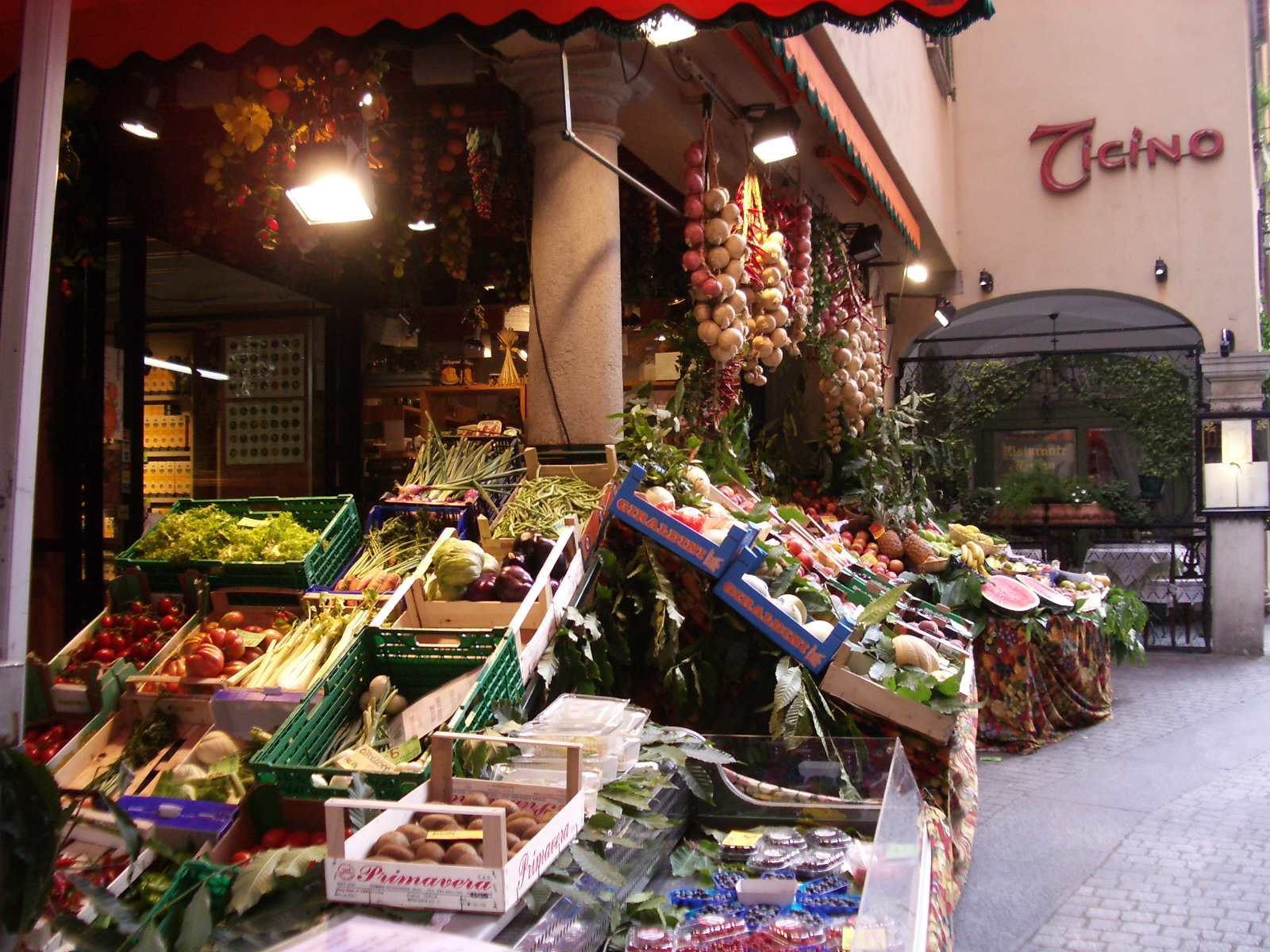
Via Pessina
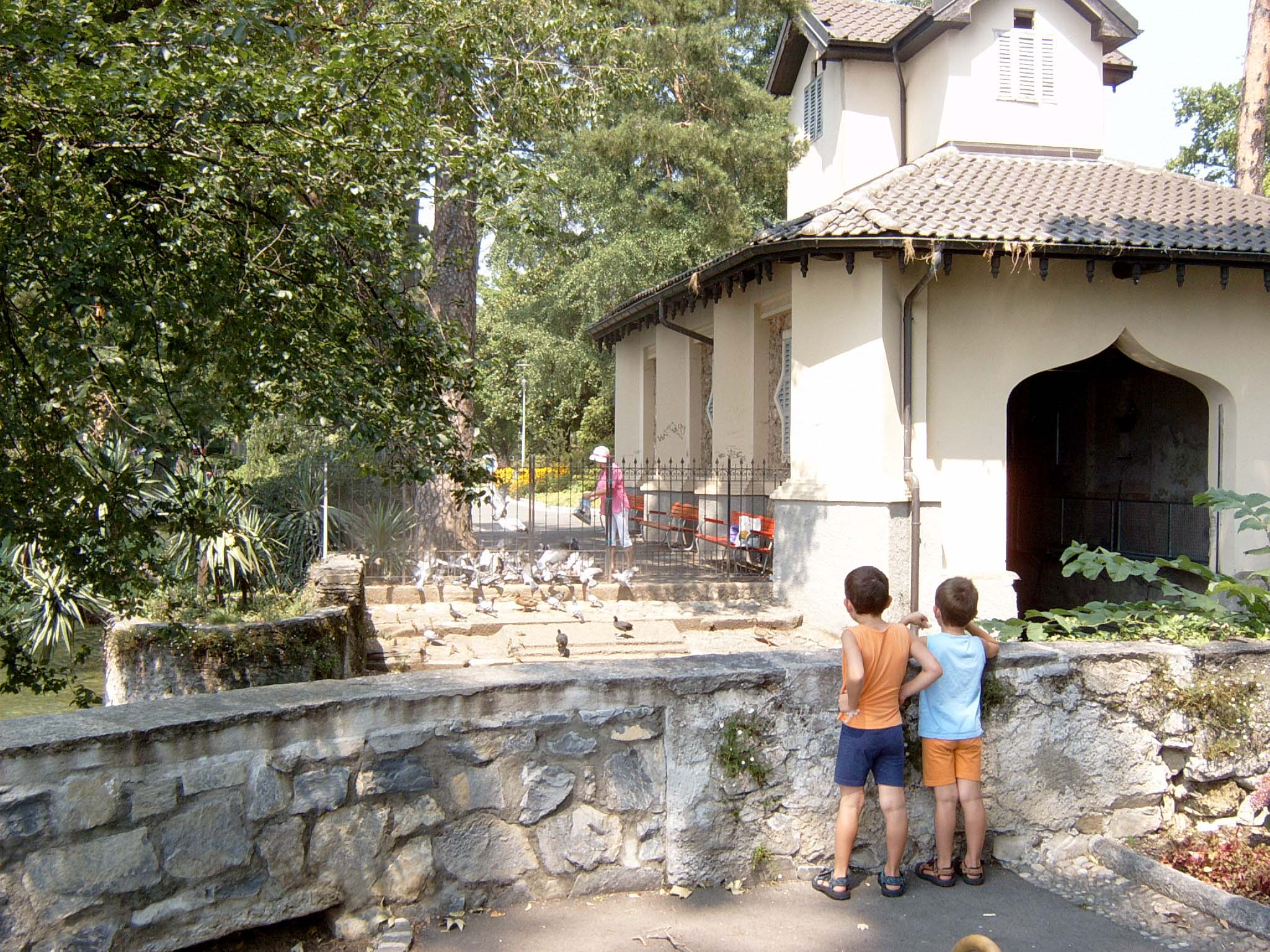
Park von Lugano
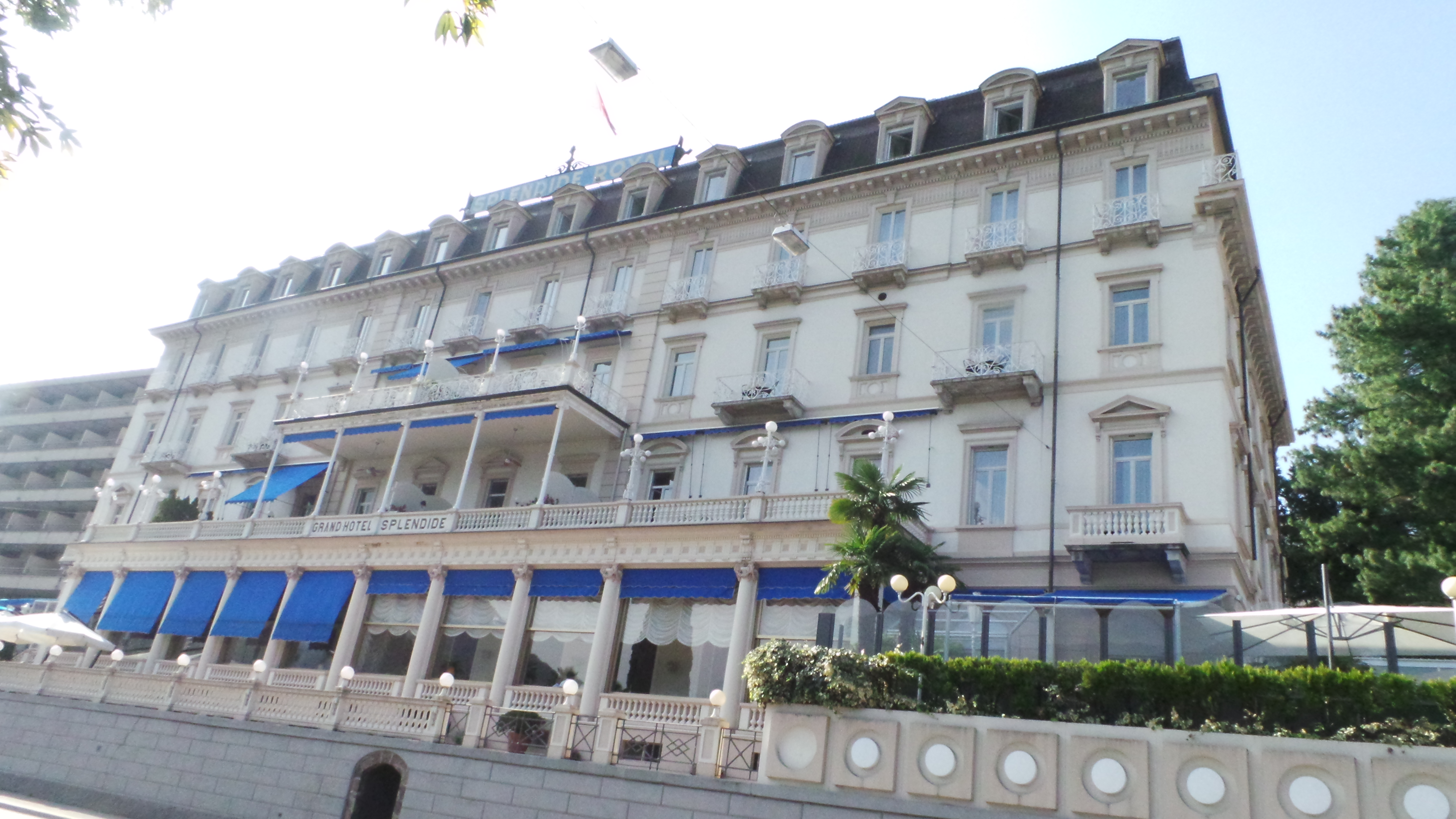
Hotel Splendide-Royal
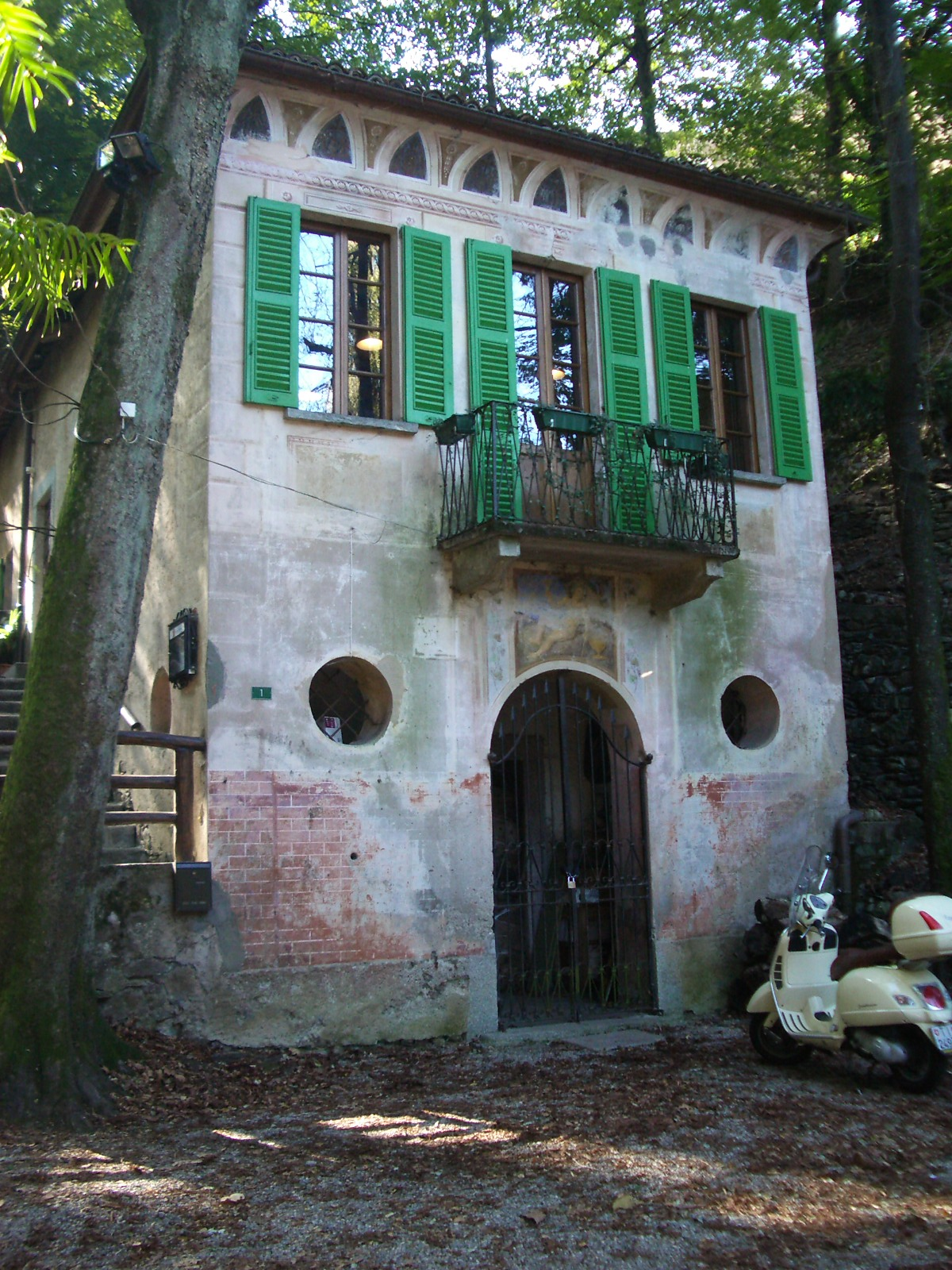
Grotto Morchino, Pazzallo, in Hermann Hesses Novelle Klingsors letzter Sommer von 1919 erwähnt
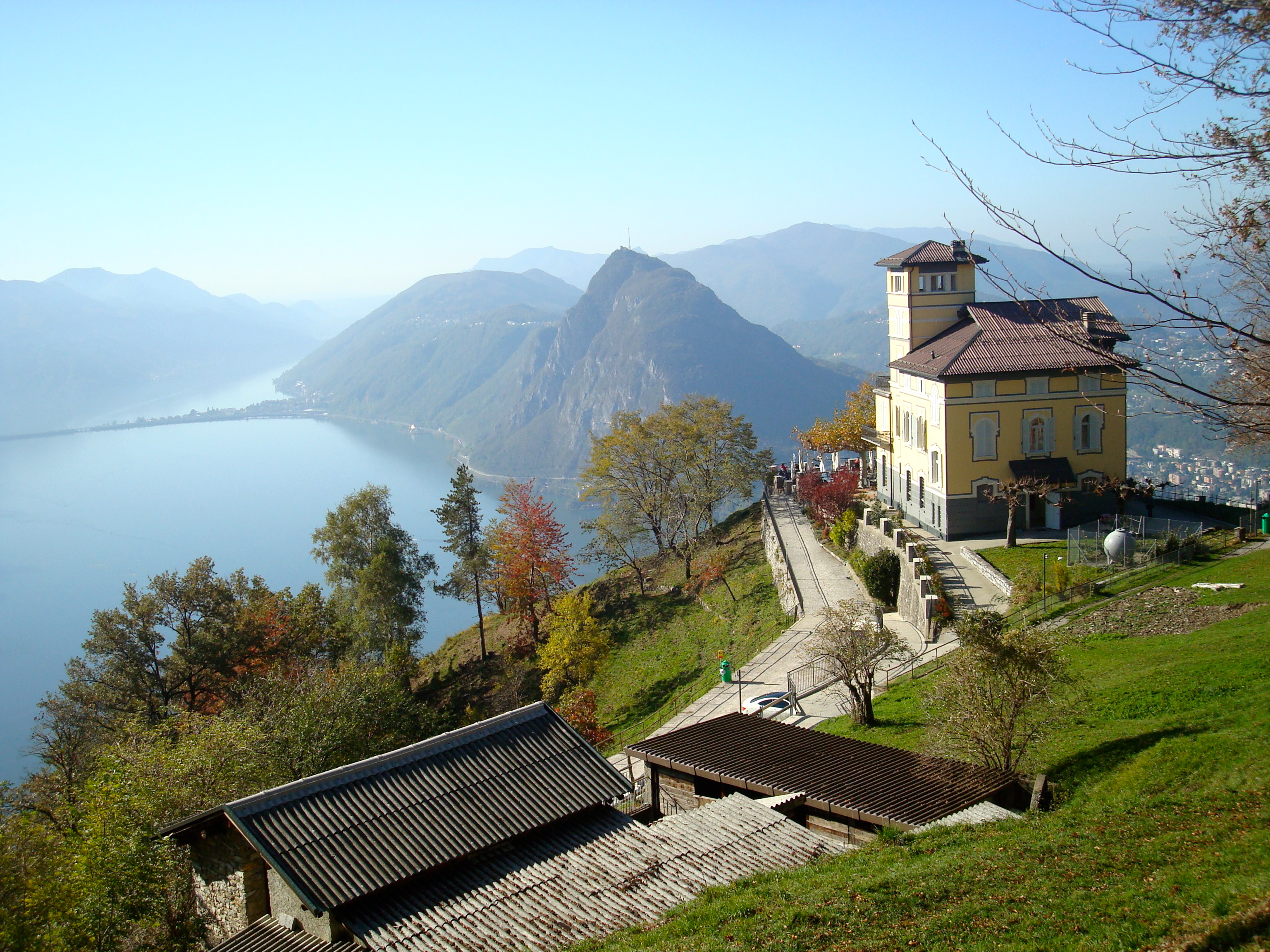
Der Luganersee vom Monte Brè aus betrachtet
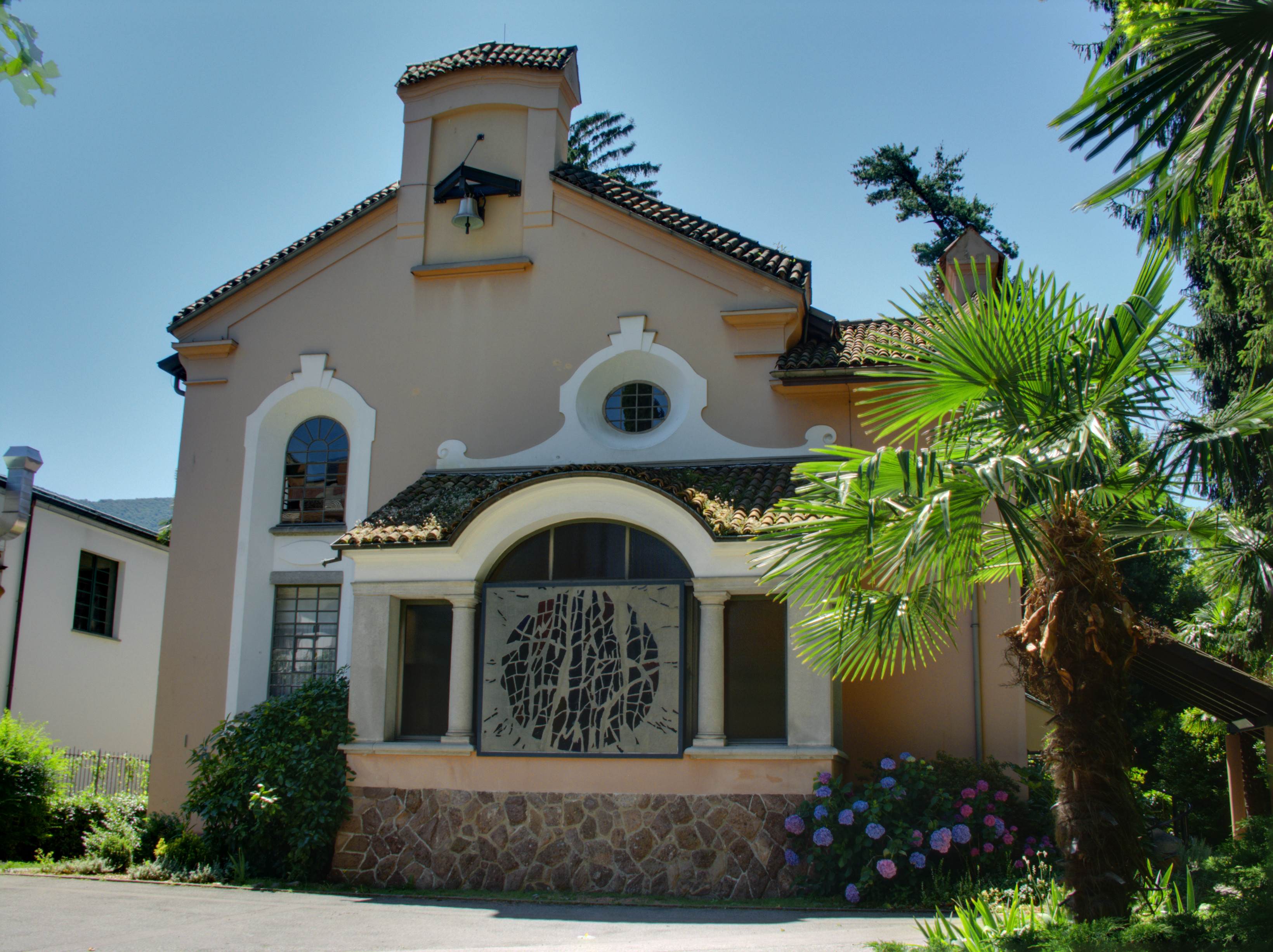
Evangelisch-reformierte Kirche von Lugano
Luftbild von Walter Mittelholzer (1919)